# 武媚娘传奇
，是於2014年12月首播的大唐古裝宮廷電視劇，為范冰冰工作室出品的第三部電視劇，由范冰冰、張豐毅、李治廷及張鈞甯領銜主演，由李解、李李仁、周海媚、任山、張定涵、施詩、孫佳奇及王繪春聯合演出，並由李晨、張庭、張馨予及巍子友情或特別演出，由高翊浚执导，主要讲述中國史上唯一一位被公認的女皇帝武则天的传奇人生。
本剧早于2012年12月启动发布会，但要到2013年12月28日才于无锡影视基地正式开拍，拍摄周期达半年，该剧总投资达到三亿元人民币。该剧在湖南卫视首播后掀起收视狂潮，大结局时以破5%的收视率创下近年来电视剧收视新高。台灣由OTT平台LiTV 線上影視同步播出。
2014年2月10日，剧组首次发出12位主要角色的定装照。2月13日，在无锡举行媒体见面会，于同年8月月中杀青。
12月18日，剧组全员于北京出席开播记者会。12月20日晚上7点半，湖南卫视播出相关片花及花絮，最终于同月21日首播。本剧是2015湖南卫视节目巡礼重点推荐的一部，也是该台的跨年大戏，而其后于2015年1月14日于浙江卫视实行错峰播出。

## 播出時間及平台

### 首播
| 頻道                      | 所在地           | 播映日期       | 播出時間                                                           | 備註                                                                  |
| 湖南卫视                  | 中国大陆         | 2014年12月21日 | 每周日至周四 19:30-22:00 （三集）每周五至周六 19:30-20:10 （一集） | 2015年2月1日起 每周日至周四 20:10-22:00（两集）每周五至周六时段不改变 |
| 浙江卫视                  | 中国大陆         | 2015年1月14日  | 每日 19:30-21:30（两集）                                           | 剪輯版                                                                |
| 北京卫视                  | 中国大陆         | 2015年4月26日  | 每日5集                                                            | 剪輯版                                                                |
| 河南卫视 广西卫视         | 中国大陆         | 2015年4月1日   | 每日2集                                                            | 剪輯版                                                                |
| 東方衛視 安徽衛視         | 中国大陆         | 2016年3月31日  | 每日2集                                                            | 剪輯版                                                                |
| LINE TV                   | 臺灣             | 2020年4月10日  | 全劇上架                                                           | 原版                                                                  |
| LiTV 線上影視             | 臺灣             | 2015年3月10日  | 每日1集                                                            | 原版                                                                  |
| 中視數位台                | 臺灣             | 2015年3月30日  | 每週一至週五 20:00-22:00                                           | 原版                                                                  |
| 中天娛樂台                | 臺灣             | 2015年3月30日  | 每週一至週五 22:00-23:00                                           | 原版                                                                  |
| 愛爾達綜合台              | 臺灣             | 2015年4月2日   | 每週一至週五 20:00-21:00                                           | 原版                                                                  |
| 八大戏剧台                | 臺灣             | 2015年11月12日 | 星期一至五22:00-23:00                                              | 原版                                                                  |
| 翡翠台 高清翡翠台         | 香港             | 2015年4月26日  | 每日 21:30-22:30                                                   | TVB粵語剪輯版                                                         |
| Astro On Demand剧集首映   | 马来西亚         | 2015年4月26日  | 每日 21:30-22:15                                                   | TVB粵語剪輯版                                                         |
| 星和娱家戏剧台            | 新加坡           | 2015年8月12日  | 每日 21:00-22:00                                                   | TVB剪輯版 原音播出                                                    |
| CTV8 HD                   | 柬埔寨           | 2015年11月11日 | 每日 12:00-13:00 和 19:00-20:00                                    |                                                                       |
| 中華TV                    |                  | 2016年3月14日  | 星期一至五 21:00-22:00                                             |                                                                       |
| Astro华丽台 Astro华丽台HD | 马来西亚         | 2016年4月4日   | 星期一至五 21:30-22:30                                             | TVB粵語剪輯版                                                         |
| 銀河電視台                | 日本             | 2016年7月18日  | 星期一至五 23:00-00:00                                             | 原音播出，備日文字幕                                                  |
| 八度空間                  | 马来西亚         | 2017年4月21日  | 星期一至五 18:00-19:00                                             | TVB剪輯版 原音播出                                                    |
| Channal 3 (33)            | 泰國             | 2017年5月1日   | 星期一至五 18:20-19:05                                             |                                                                       |
| 八度空间                  | 马来西亚         | 2018年4月1日   | 星期六至日 09:30-11:30                                             | TVB剪輯版 原音播出                                                    |
| 翡翠台                    | 香港             | 2018年10月4日  | 星期一至五 10:30-11:30                                             | TVB粤语剪辑版                                                         |
| 龙华偶像台                | 中華民國（臺灣） | 2020年4月3日   | 星期一至五 18:00-20:00（两集）                                     | 原版                                                                  |
| 纬来戏剧台                | 中華民國（臺灣） | 2020年9月24日  | 星期一至五 22:00-24:00                                             | 原版                                                                  |

## 劇情大綱
贞观十一年（公元637年），利州（今四川广元）武氏小女如意选入大唐后宫。时逢先皇后長孫氏忌日，宫廷裡正在排《兰陵王入阵曲》之舞，如意以绝妙舞姿艳压群芳，并与唐太宗李世民邂逅于承庆殿上。是年，武媚娘十四岁，太宗三十九岁。
大祭當晚，秀女鄭婉言死於非命，所有證據指向如意，她飽受酷刑，被發配掖廷，如意結識太宗的老乳娘彭氏，彭氏因为當年“玄武門之變”太宗弑兄杀弟而始终不願原諒他，老死也不願相見，而如意成為太宗和老乳娘的情感紐带，解開太宗的心结，一年期滿，如意被放出掖廷，在大朝會上三番五次展露頭彩，使得太宗賜其名為媚娘，媚娘一時成為后宫所有女人的眾矢之的，身陷各種爾虞我詐的宮廷陰謀；皇儲斗争腥風血雨，媚娘不料被捲其中，媚娘與太宗兩人經歷來自“女主武氏”預言的壓力，因此李世民為了不要令媚娘受到壓力而多次送走她，可是媚娘以退為進卻未想到李世民薨然離去。
削髮為尼的媚娘為腹中孩兒計劃離開感業寺，然而陰錯陽差回到宫中的她竟又流產，所有證據指向王皇后。為了復仇，媚娘走向一直愛慕著她的唐高宗李治，永徽三年（公元652年），媚娘被封為昭儀，精心策劃的復仇最終讓王皇后、蕭淑妃自食其果，然而幕後還有的人就是高阳公主，可是仍然被媚娘害死。
永徽六年（公元655年），媚娘被立皇后。媚娘幫助李治清肅門閥勢力，大唐日漸昌盛，而李治卻心有餘而力不足，皇儲之爭忽隱忽現。永淳二年/弘道元年（公元683年），李治駕崩，新皇昏庸無能、閒雲野鶴，大唐江山的未来，一切的一切將媚娘推到風口浪尖處……
天授元年（公元690年），武媚娘身著皇袍頭戴帝冕，在眾人注視下一步步登上則天樓，稱聖神皇帝。坐在帝王的寶座，被天下蒼生所朝拜，俯瞰眾生，武則天回想起過去的一切，是否皆是因愛而起毫無權欲的腐蝕？此起彼伏的高呼萬歲聲，讓武則天看不清自己是否在這麼多年的宮廷情軋中走向迷途……
神龍元年（公元705年），皇太子李顯在宰相張柬之等人的簇擁下逼宮，面對威嚴依舊的大周女皇帝武則天，懦弱的太子李顯落荒而逃，張柬之感慨大唐氣數已盡，卻没料到的是，這一切都在武則天的意料之中；這麼多年，她就在等著一個人讓她放心將大唐江山託付，等著一個人讓她將李唐王朝歸還。
同年十一月，武则天病逝上阳宫，終年82歲。神龙二年（公元706年）五月，遺制去帝號，稱則天大聖天后，与高宗合葬乾陵，立無字碑。江山如梦，浮生一痴，功过是非，任后世评说。

## 演員表

### 主要角色
| 演员                | 角色             | 介紹 | 备注/居所 | 粤语配音 |
| 范冰冰              | 武則天（武如意） | 原名武照字如意，媚娘為李世民賜名，后自取名为武曌 武才人→掖庭宮女→武才人→藏書閣宮女→武才人→房府侍女→明空（出家法號）→武太妃→武昭儀→皇后→天后→皇太后→武周皇帝→太上皇→則天大聖天后（追谥） 應國公武士彠、榮國夫人之次女 韓國夫人武順之妹兼情敵 魏國夫人賀蘭敏月之姨母兼情敵 徐慧之知己兼好友，後反目 入宮後愛慕李世民並得其寵愛，後遇李治得其一生愛護相伴一世 李世民之才人，李世民死後因嫁給李治而變成媳婦 李治之庶母，後為第二任妻子 李弘、李思、李賢、李顯、李旦之母 李世民、長孫皇后之媳婦 長孫無忌之外甥媳婦 李承乾、李泰之弟婦兼前庶母 李祐、高陽公主之嫂子兼前庶母 和羅玉珊為敵，後為知己 因不忍彭婆婆與唐太宗間的糾紛，而竄改彭婆婆的遺言 自為李治之昭儀時，便居住於蓬萊殿 內容 於第2集中在承慶殿戴著長孫皇后的蘭陵王面具與唐太宗共舞，而愛慕唐太宗 於第3集中因蕭薔陷害被迫偷取長孫皇后蘭陵王面具、妄言誹謗先皇后，被貶入承慶殿為役，日間打掃、夜抄女則 於第7集被韋貴妃使用杖刑 於第8集因涉嫌鄭婉言毒殺一案，後貶入掖庭為役 於第9集和徐慧結為金蘭 於第10集在掖庭結識李治，李治鍾情武如意 於第11集因大朝會特赦而放出掖庭，恢復才人封號，居清寧宮，由太監瑞安負責生活起居 於第13集因看中徐慧的一身藍裝，而將楊淑妃贈與的毒扇在不知情的情況下，送給了徐慧 於第14集因大朝會中的樂師受傷，而在殷德妃面前展露智慧，順道幫了楊淑妃一把 於第17集裡受唐太宗賜名媚娘 於第17集放棄被冊封為婕妤的機會，改為向李世民求情解除殷妃的禁足以及被減除的用度，並獲李世民接納 於第18集在淨初池找到試圖弒君的殷妃，並看著殷妃感到羞愧而投湖 於第20集被李淳風算出為大唐女主，被韋貴妃到處放話，讓外界猜測她是個禍害 於第21集，為救在性情爆烈的獅子驄上的雉奴，不得已殺死了李世民贈與的獅子驄 於第25集與徐慧喝酒時，無意間透露出舊時的相好李牧 於第26集因女主武氏之謠言，不得不和太子李承乾合作，頭一次為了成全自己，而犧牲他人 於第35集因涉嫌李承乾謀反一案而被打入掖庭獄 於第36集中於掖庭獄遭韋貴妃手下企圖殺害，李牧衝入掖庭獄救之 於第40集被廢除才人封號，貶為藏書閣宮女 於第44集被重新冊封為才人，並和李牧約定好一起離開宮廷 於第45集被李世民放走，在昏迷底下與李牧出宮，得悉後決定去找李世民 於第47集回宮 於第50集得悉徐慧之真面目，並與其決裂 於第50集因李世民在長孫無忌的壓力下被迫隨出嫁的高陽公主入房府 於第60集李世民駕崩以及徐慧自裁後出家感業寺為尼，法號明空 於第61集被高陽公主發現懷上李世民的遺腹子，實為李治之子（故事原實為李世民之遺腹子，但因內地廣電總局認為會令觀眾對史實混淆而改為李治之子） 於第63集逃出感業寺，被李治以太妃身份接回宮中 於第68集流產後決定報仇，因而接受李治之愛 於第71集以高陽公主房府侍女名義受封昭儀 於第76集因錯將舞劍的吳王李恪看成先帝李世民而與之共舞，被李治發現 於第76集被李治質問是否與李恪曖昧有情時暈倒，經太醫檢查發現懷孕 於第81集高陽公主掐死武媚娘與李治的女兒安定公主，同樣嫁禍給王皇后，導致王皇后被廢，因武媚娘查看安定公主屍體時發現其同心戒痕而疑心她，但不願意相信，與王皇后對質後確認害其兩個孩子的凶手為高陽公主 於第85集，因識破高陽公主利用吳王謀反，後在高陽公主捧辯機骨灰祭奠時，拆穿高陽公主殺害其一子一女的劣行，為兩個孩子復仇而讓人於樹林把高陽公主吊上樹上而死。終被立為皇后，成為後廷之主 於第85集李治詢問其高陽之死，其矢口否認 於第92集和李治並稱天皇天后 於第95集自取名武曌 於第96集其子太子李顯在岳父與妻子的唆使下迫使其殉葬，其頒李治遺詔，宣李顯在靈柩前即位，自己則以皇太后身分臨朝稱制。後李顯即位一月有餘讓位離開長安，其登上帝位，改國號周，稱帝十五年，平定神龙政变的逼宮，退位於太子李顯，並改回國號唐，同年駕崩，立無字碑 | 武如意一名是編劇根據武則天稱帝以後所用的第六個年號「如意」為構思。历史上，武氏本名没有记载下来，唐太宗赐号为武媚，后世讹称武媚娘。 | 才人宫 (武才人) ↓ 清寧宮 (武才人) ↓ 感業寺 (明空) ↓ 竹林雅軒 (武太妃) ↓ 蓬莱殿 (武昭儀) ↓ 立政殿 (武皇后、天后) ↓ 集仙殿 (周朝皇帝) ↓ 上陽宮 (太上皇) |
| 范冰冰              | 武則天（武如意） | 原名武照字如意，媚娘為李世民賜名，后自取名为武曌 武才人→掖庭宮女→武才人→藏書閣宮女→武才人→房府侍女→明空（出家法號）→武太妃→武昭儀→皇后→天后→皇太后→武周皇帝→太上皇→則天大聖天后（追谥） 應國公武士彠、榮國夫人之次女 韓國夫人武順之妹兼情敵 魏國夫人賀蘭敏月之姨母兼情敵 徐慧之知己兼好友，後反目 入宮後愛慕李世民並得其寵愛，後遇李治得其一生愛護相伴一世 李世民之才人，李世民死後因嫁給李治而變成媳婦 李治之庶母，後為第二任妻子 李弘、李思、李賢、李顯、李旦之母 李世民、長孫皇后之媳婦 長孫無忌之外甥媳婦 李承乾、李泰之弟婦兼前庶母 李祐、高陽公主之嫂子兼前庶母 和羅玉珊為敵，後為知己 因不忍彭婆婆與唐太宗間的糾紛，而竄改彭婆婆的遺言 自為李治之昭儀時，便居住於蓬萊殿 內容 於第2集中在承慶殿戴著長孫皇后的蘭陵王面具與唐太宗共舞，而愛慕唐太宗 於第3集中因蕭薔陷害被迫偷取長孫皇后蘭陵王面具、妄言誹謗先皇后，被貶入承慶殿為役，日間打掃、夜抄女則 於第7集被韋貴妃使用杖刑 於第8集因涉嫌鄭婉言毒殺一案，後貶入掖庭為役 於第9集和徐慧結為金蘭 於第10集在掖庭結識李治，李治鍾情武如意 於第11集因大朝會特赦而放出掖庭，恢復才人封號，居清寧宮，由太監瑞安負責生活起居 於第13集因看中徐慧的一身藍裝，而將楊淑妃贈與的毒扇在不知情的情況下，送給了徐慧 於第14集因大朝會中的樂師受傷，而在殷德妃面前展露智慧，順道幫了楊淑妃一把 於第17集裡受唐太宗賜名媚娘 於第17集放棄被冊封為婕妤的機會，改為向李世民求情解除殷妃的禁足以及被減除的用度，並獲李世民接納 於第18集在淨初池找到試圖弒君的殷妃，並看著殷妃感到羞愧而投湖 於第20集被李淳風算出為大唐女主，被韋貴妃到處放話，讓外界猜測她是個禍害 於第21集，為救在性情爆烈的獅子驄上的雉奴，不得已殺死了李世民贈與的獅子驄 於第25集與徐慧喝酒時，無意間透露出舊時的相好李牧 於第26集因女主武氏之謠言，不得不和太子李承乾合作，頭一次為了成全自己，而犧牲他人 於第35集因涉嫌李承乾謀反一案而被打入掖庭獄 於第36集中於掖庭獄遭韋貴妃手下企圖殺害，李牧衝入掖庭獄救之 於第40集被廢除才人封號，貶為藏書閣宮女 於第44集被重新冊封為才人，並和李牧約定好一起離開宮廷 於第45集被李世民放走，在昏迷底下與李牧出宮，得悉後決定去找李世民 於第47集回宮 於第50集得悉徐慧之真面目，並與其決裂 於第50集因李世民在長孫無忌的壓力下被迫隨出嫁的高陽公主入房府 於第60集李世民駕崩以及徐慧自裁後出家感業寺為尼，法號明空 於第61集被高陽公主發現懷上李世民的遺腹子，實為李治之子（故事原實為李世民之遺腹子，但因內地廣電總局認為會令觀眾對史實混淆而改為李治之子） 於第63集逃出感業寺，被李治以太妃身份接回宮中 於第68集流產後決定報仇，因而接受李治之愛 於第71集以高陽公主房府侍女名義受封昭儀 於第76集因錯將舞劍的吳王李恪看成先帝李世民而與之共舞，被李治發現 於第76集被李治質問是否與李恪曖昧有情時暈倒，經太醫檢查發現懷孕 於第81集高陽公主掐死武媚娘與李治的女兒安定公主，同樣嫁禍給王皇后，導致王皇后被廢，因武媚娘查看安定公主屍體時發現其同心戒痕而疑心她，但不願意相信，與王皇后對質後確認害其兩個孩子的凶手為高陽公主 於第85集，因識破高陽公主利用吳王謀反，後在高陽公主捧辯機骨灰祭奠時，拆穿高陽公主殺害其一子一女的劣行，為兩個孩子復仇而讓人於樹林把高陽公主吊上樹上而死。終被立為皇后，成為後廷之主 於第85集李治詢問其高陽之死，其矢口否認 於第92集和李治並稱天皇天后 於第95集自取名武曌 於第96集其子太子李顯在岳父與妻子的唆使下迫使其殉葬，其頒李治遺詔，宣李顯在靈柩前即位，自己則以皇太后身分臨朝稱制。後李顯即位一月有餘讓位離開長安，其登上帝位，改國號周，稱帝十五年，平定神龙政变的逼宮，退位於太子李顯，並改回國號唐，同年駕崩，立無字碑 | 鄭麗麗 | 才人宫 (武才人) ↓ 清寧宮 (武才人) ↓ 感業寺 (明空) ↓ 竹林雅軒 (武太妃) ↓ 蓬莱殿 (武昭儀) ↓ 立政殿 (武皇后、天后) ↓ 集仙殿 (周朝皇帝) ↓ 上陽宮 (太上皇) |
| 张丰毅              | 李世民           | 唐太宗→文武大聖大廣孝皇帝（追諡） 唐高祖李淵退位後，李世民為唐朝第二任皇帝 李淵之子，李建成之弟，李元吉之兄 長孫皇后、武媚娘(後因武媚娘嫁給李治而變成媳婦)、徐慧、韋貴妃、楊淑妃、殷德妃、劉賢妃、鄭婉言、蕭薔、馮才人、陳美人之夫 李承乾、李泰、李治、李祐、高陽公主之父 深愛長孫皇后與武媚娘，但事實上是愧對長孫皇后，長孫皇后死後仍然經常想着她，經常想像自己在甘露殿與長孫皇后共飲的時光 武媚娘初戀，鍾情武媚娘，但因為女主武氏謠言而不能給予其更高封號，因而寵幸她的姊妹徐慧，最後更將其封為賢妃，但心裏仍然想着武媚娘(從錯叫徐慧為媚娘中得知)，後為其家翁 乳娘為彭婆婆 因玄武門之變而殺害自己的親兄弟，逼自己的父皇退位，即太上皇，遭乳娘彭婆婆詛咒，並拒絕見面長達數十年 其中一個願望為希望彭婆婆能再親口叫他一聲惠兒 內容 於第3集中和戴著蘭陵王面具的武如意在承慶殿共舞 於第35集接受長孫無忌的建議，立李治為太子 於34集時忠臣魏徵病逝而道出千古名句：「人以銅為鏡，可以正衣冠，以古為鏡，可以見興替，以人為鏡，可以明得失。今魏徵殂逝，朕遂亡一鏡矣！」 於第60集駕崩，留下密詔於李治，命其假如武媚娘懷孕就把其孩子流掉 臨死前出現幻覺，心繫武媚娘。 | 太极殿／甘露殿 | |
| 张丰毅              | 李世民           | 唐太宗→文武大聖大廣孝皇帝（追諡） 唐高祖李淵退位後，李世民為唐朝第二任皇帝 李淵之子，李建成之弟，李元吉之兄 長孫皇后、武媚娘(後因武媚娘嫁給李治而變成媳婦)、徐慧、韋貴妃、楊淑妃、殷德妃、劉賢妃、鄭婉言、蕭薔、馮才人、陳美人之夫 李承乾、李泰、李治、李祐、高陽公主之父 深愛長孫皇后與武媚娘，但事實上是愧對長孫皇后，長孫皇后死後仍然經常想着她，經常想像自己在甘露殿與長孫皇后共飲的時光 武媚娘初戀，鍾情武媚娘，但因為女主武氏謠言而不能給予其更高封號，因而寵幸她的姊妹徐慧，最後更將其封為賢妃，但心裏仍然想着武媚娘(從錯叫徐慧為媚娘中得知)，後為其家翁 乳娘為彭婆婆 因玄武門之變而殺害自己的親兄弟，逼自己的父皇退位，即太上皇，遭乳娘彭婆婆詛咒，並拒絕見面長達數十年 其中一個願望為希望彭婆婆能再親口叫他一聲惠兒 內容 於第3集中和戴著蘭陵王面具的武如意在承慶殿共舞 於第35集接受長孫無忌的建議，立李治為太子 於34集時忠臣魏徵病逝而道出千古名句：「人以銅為鏡，可以正衣冠，以古為鏡，可以見興替，以人為鏡，可以明得失。今魏徵殂逝，朕遂亡一鏡矣！」 於第60集駕崩，留下密詔於李治，命其假如武媚娘懷孕就把其孩子流掉 臨死前出現幻覺，心繫武媚娘。 | 太极殿／甘露殿 | 招世亮 |
| 李治廷 童年：陈柯帆 | 李治             | 晉王→皇太子→唐高宗→天皇→ 天皇大帝(追谥) 長孫皇后幼子，唐太宗之九子，字為善，小名雉奴 武媚娘、王皇后、蕭淑妃、贺兰敏月、刘侍女之夫 原為武媚娘之繼子 原為武順之妹夫 原為贺兰敏月之姨丈 深愛武媚娘至無法自拔，對武媚娘用情極深 李忠、李下玉、李素節、高安公主、李弘、李思、李賢、李顯、李旦之父 起初無心競爭太子之位，因不想踏上兄弟相殘的皇位 初為晉王，後為太子及至皇帝、唐朝第三任皇帝 內容 於第10集在掖庭初見武如意後愛上她 於第24集至驪山救武媚娘，但被哥哥李承乾搶先一步 於第36集中由武媚娘口述道出「他是個可憐的孩子，看似很高貴，其實心裡面很孤獨」 於第37集誓言為保護武媚娘，決定競爭太子之位 於第49集被唐太宗冊封為太子，並娶王玉燕為妻，但對武媚娘念念不忘 於第60集登基，內心希望媚娘回心轉意，重回皇宮 於第71集力排眾議封武媚娘為昭儀，認為日久能夠用真情打動武媚娘 於81集因認為王皇后為殺死安定公主的兇手而廢除王皇后皇后封號，並將蕭淑妃與王皇后一同賜死 於第85集改立武媚娘為皇后 於第92集和武媚娘並稱天皇天后 曾懷疑武媚娘是殺害李弘、明崇儼之兇手 於第95集自武媚娘說出氣話從未忘記先帝，但其對武媚娘坦誠自己始終用情不移 風疾多年，於第95集駕崩，後太子李顯即位 | 太极殿／甘露殿 | |
| 李治廷 童年：陈柯帆 | 李治             | 晉王→皇太子→唐高宗→天皇→ 天皇大帝(追谥) 長孫皇后幼子，唐太宗之九子，字為善，小名雉奴 武媚娘、王皇后、蕭淑妃、贺兰敏月、刘侍女之夫 原為武媚娘之繼子 原為武順之妹夫 原為贺兰敏月之姨丈 深愛武媚娘至無法自拔，對武媚娘用情極深 李忠、李下玉、李素節、高安公主、李弘、李思、李賢、李顯、李旦之父 起初無心競爭太子之位，因不想踏上兄弟相殘的皇位 初為晉王，後為太子及至皇帝、唐朝第三任皇帝 內容 於第10集在掖庭初見武如意後愛上她 於第24集至驪山救武媚娘，但被哥哥李承乾搶先一步 於第36集中由武媚娘口述道出「他是個可憐的孩子，看似很高貴，其實心裡面很孤獨」 於第37集誓言為保護武媚娘，決定競爭太子之位 於第49集被唐太宗冊封為太子，並娶王玉燕為妻，但對武媚娘念念不忘 於第60集登基，內心希望媚娘回心轉意，重回皇宮 於第71集力排眾議封武媚娘為昭儀，認為日久能夠用真情打動武媚娘 於81集因認為王皇后為殺死安定公主的兇手而廢除王皇后皇后封號，並將蕭淑妃與王皇后一同賜死 於第85集改立武媚娘為皇后 於第92集和武媚娘並稱天皇天后 曾懷疑武媚娘是殺害李弘、明崇儼之兇手 於第95集自武媚娘說出氣話從未忘記先帝，但其對武媚娘坦誠自己始終用情不移 風疾多年，於第95集駕崩，後太子李顯即位 | 太极殿／甘露殿 | 黃啟昌 童年：伍秀霞 |
| 张钧甯              | 徐慧             | 徐才人→徐婕妤→徐充容→徐賢妃 在韋貴妃與楊淑妃死後成為後廷之主 武媚娘義結金蘭之姊妹 李承乾、李泰、李治、李祐、高陽公主之庶母 外表溫順可人，實則內心善妒，後期轉變陰險狡詐，攻於心計，心機甚深 喜愛王羲之書法 獨鍾唐太宗詩詞，且倒背如流 擅長棋藝 宮女文娘第二任主子 因愛上李世民而妒忌武媚娘 被魏王李泰挑撥而開始憎恨武媚娘，並數次陷害武媚娘 受封婕妤後居清寧宮，受封賢妃後居錦樂宮 當上賢妃後治理後庭的手段比韋妃還嚴苛狠戾 內容 於第8集收文娘為婢女，為文娘第二任主子 於第9集和武如意結為金蘭 於第15集因收到武媚娘轉贈的毒扇子，使其在與物部天守對弈時暈倒 於第27集時，說盡好話給吳王聽，不料被武媚娘反駁，怨恨逐漸轉深 於第28集被李泰離間後當晚打碎武如意在義結時所贈之玉鐲，並決定與李泰結盟除去武如意 於第31集在李世民面前挑撥他與武媚娘的感情 於第33集因被文娘發現她要陷害媚娘，而親手用燭臺將文娘殺死 於第39集因告訴李世民李牧的真實身分而受封充容 於第41集因在蕭薔蓄意縱火中以身擋鼓救武媚娘，受封一品賢妃 於第47集為報復馮才人和陳美人之前屢次對她不恭，而拿其貪污及強搶民女之事來脅持她們，逼迫她們兩人當晚上吊自裁 於第50集被武媚娘撕開真面目，並與其決裂，後被瑞安引來的李世民得知其真面目並坦誠一切 李世民因其變態和喪心病狂的愛意而把她幽禁錦樂宮，但賢妃封號依舊，並以誅九族原由威脅她不准自裁 李世民駕崩後，在愛慕者離世和姊妹的徹底決裂下心灰意冷，於第60集在錦樂宮上吊自盡 | 史載太宗有充容徐惠 賢妃的封號乃死後唐高宗所追封 太宗晚年寵妃 劇中人物徐慧為以其為原型的虛構人物                                    | 才人宫 (徐才人) ↓ 清寧宮 (徐婕妤、徐充容) ↓ 錦樂宮 (徐賢妃)                                                                                           |
| 张钧甯              | 徐慧             | 徐才人→徐婕妤→徐充容→徐賢妃 在韋貴妃與楊淑妃死後成為後廷之主 武媚娘義結金蘭之姊妹 李承乾、李泰、李治、李祐、高陽公主之庶母 外表溫順可人，實則內心善妒，後期轉變陰險狡詐，攻於心計，心機甚深 喜愛王羲之書法 獨鍾唐太宗詩詞，且倒背如流 擅長棋藝 宮女文娘第二任主子 因愛上李世民而妒忌武媚娘 被魏王李泰挑撥而開始憎恨武媚娘，並數次陷害武媚娘 受封婕妤後居清寧宮，受封賢妃後居錦樂宮 當上賢妃後治理後庭的手段比韋妃還嚴苛狠戾 內容 於第8集收文娘為婢女，為文娘第二任主子 於第9集和武如意結為金蘭 於第15集因收到武媚娘轉贈的毒扇子，使其在與物部天守對弈時暈倒 於第27集時，說盡好話給吳王聽，不料被武媚娘反駁，怨恨逐漸轉深 於第28集被李泰離間後當晚打碎武如意在義結時所贈之玉鐲，並決定與李泰結盟除去武如意 於第31集在李世民面前挑撥他與武媚娘的感情 於第33集因被文娘發現她要陷害媚娘，而親手用燭臺將文娘殺死 於第39集因告訴李世民李牧的真實身分而受封充容 於第41集因在蕭薔蓄意縱火中以身擋鼓救武媚娘，受封一品賢妃 於第47集為報復馮才人和陳美人之前屢次對她不恭，而拿其貪污及強搶民女之事來脅持她們，逼迫她們兩人當晚上吊自裁 於第50集被武媚娘撕開真面目，並與其決裂，後被瑞安引來的李世民得知其真面目並坦誠一切 李世民因其變態和喪心病狂的愛意而把她幽禁錦樂宮，但賢妃封號依舊，並以誅九族原由威脅她不准自裁 李世民駕崩後，在愛慕者離世和姊妹的徹底決裂下心灰意冷，於第60集在錦樂宮上吊自盡 | 詹健兒 | 才人宫 (徐才人) ↓ 清寧宮 (徐婕妤、徐充容) ↓ 錦樂宮 (徐賢妃)                                                                                           |

### 后廷
唐朝後宮總分八品
- 皇帝正妻：皇后
- 正一品：四夫人（貴妃、淑妃、德妃、賢妃）各一位
- 正二品：九嬪（昭儀、昭容、昭媛、修儀、修容、修媛、充儀、充容、充媛）各一位
- 正三品：婕妤九位
- 正四品：美人九位
- 正五品：才人九位
- 正六品：寶林二十七位
- 正七品：御女二十七位
- 正八品：采女二十七位

### 李世民後廷
| 演员   | 角色     | 介紹 | 备注/居所 | 粤语配音 |
| 张定涵 | 長孫皇后 | 秦王妃→太子妃→長孫皇后→文德皇后(追谥) 李世民的皇后 李承乾、李泰、李治之母 長孫無忌之妹 與唐太宗李世民關係極好，於後宮妃嬪中為李世民誔下最多兒女 管理後廷手段仁慈但深知長孫無忌會被利用迫害 小名觀音婢 於武如意入宮前一年已經過世，后被追封為文德皇后 | | 何璐怡   |
| 张定涵 | 鄭婉言   | 鄭才人→鄭婕妤→仁德天祥婕妤(追谥) 李世民的正三品婕妤，長的與長孙皇后幾乎一模一樣 中樞侍郎鄭仁曦之女、殷德妃與齊王府長吏殷宏智的姪女 從小便受家人安排，學習長孫皇后的言行舉止 殷家為了暗殺李世民，而遭受被送到皇宮的命運 不喜歡照鏡子 宮女文娘第一任主子 與武如意、徐慧友好 內容 於第4集登場並入宮 於第5集中因蕭薔挑撥而決定除掉武如意 於第6集裡欲利用德妃給的鴛鴦鴆壺毒害武如意，但反被殷德妃設計毒殺，七孔流血而死，死不瞑目，臨死前對武如意說：「武姐姐，我對不起妳。」 | 虛構人物 | 何璐怡   |
| 張庭   | 韋貴妃   | 韋昭容→韋貴妃→廢妃 李世民四妃之一，於長孫皇后死後為後廷之主、眾妃之首 為武媚娘前期主要敵對人物 與楊淑妃敵對 曾數次懷孕，但因食物被人下了麝香而盡數流產，亦從此心性改變，不喜歡看到別人懷孕，劉賢妃正是一個例子 兵部尚書韋源承之姪女 蕭薔之姨母 與其近侍春盈狼狽為奸，時常做許多壞事 多年來仗著韋家勢力與自身權力，做出許多傷天害理的事 抓住羅玉珊不識字的把柄，而令近侍春盈謊讀情人鄭子章的信件，進而收買她至掖庭為非作歹 數次利用劉賢妃的胎兒来陷害異己 企圖使計讓蕭薔血崩，奪去其子，結果反被其陷害 與魏王李泰勾結，想要當皇后，與其關係曖昧 生前居乾祥宮 內容 於第1集授意劉賢妃，使她自己故意摔倒流產，以嫁禍楊淑妃 於第2集逼迫劉賢妃自盡 於第15集和殷德妃聯手設計對付主持大朝會的楊淑妃 於第20集為了殺害被預言所困的武媚娘，而殺死李淳風 於第36集派手下太監去暗殺關在掖庭獄的武媚娘，後其被李牧所救，而失敗 於第38集被徐慧和蕭薔陷害而被供出過往的罪孽，被廢去封號、押入掖庭獄，後被到掖庭獄探獄的李泰用碎瓦片割斷手腕大動脈，因失血過多而身亡，死不瞑目，死前要李泰答應她一定要幫她殺了武媚娘                                                                   | 史載韋貴妃韋珪與前夫李珉生一女定襄縣主，與唐太宗李世民生一女臨川公主李孟姜及一子紀王李慎 史載韋貴妃於唐太宗死後為紀國太妃 劇中疑似把唐太宗韋貴妃與其堂妹韋昭容結合為一人 | 黃玉娟   |
| 周海媚 | 楊淑妃   | 齊王妃→楊淑妃→仁孝恭儉帝女楊淑妃(追谥) 李世民四妃之一，隋煬帝楊廣之女，李恪之母 因為身世而無望立為皇后，其子李恪也無望爭奪皇位 與韋貴妃敵對，於韋貴妃死後成為後廷之主 多年來派出許多眼線進駐乾祥宮，進而監視韋貴妃所做之事，因而得知韋貴妃的诸多喜好 擅長作畫 常畫文德皇后肖像贈與李世民 與武媚娘親近，後認為武媚娘親近東宮而失去了親近的原意，在韋貴妃死後開始敵視武媚娘 表面上溫善良厚，但有著不輸韋贵妃的蛇蠍心腸，實则是希望其子登上皇位，殺了李世民為楊氏家族報仇 原為當時齊王李元吉之髮妻，李元吉於玄武門之變被殺後，被李世民納入後宮 多次幫助武媚娘，實則是因為相信其為女主武氏，倘若自己復仇失敗，還有武媚娘留在宮裡禍亂大唐 生前居賢靈宮，後為蕭淑妃所居 內容 於第1集中遭韋貴妃及劉賢妃陷害，后武媚娘為其證明清白 於第12集將韋貴妃送的扇子塗一層毒並轉贈給武媚娘，結果卻害到徐慧 於第35集設計李牧進宮，並讓李牧誤以為自己為其救命恩人 於第42集唆使自己的兒子李恪逼宮 於第43集因李恪未能完成其心願而服毒以身殉國，死不瞑目，死後下葬昭陵，牌位上則寫仁孝恭儉帝女楊淑妃之位，李世民對於楊淑妃為人恭敬，賢良淑德，卻不能在她生前立為皇后或給她皇后的名號而後悔 | 历史上未记载杨妃具体位号 但在對其子李恪的記載上可以看出，李恪因其母身份貴胄頗為朝臣所仰重 劇中把唐太宗楊妃與巢王妃楊氏結合為一人                                         | 陸惠玲   |
| 張彤   | 殷德妃   | 隋朝遺民→殷德妃 李世民四妃之一，齊王李祐之母，殷宏智之妹 為能與兒子齊王團聚，投靠韋貴妃 經常禮佛，表面上懦弱無主見，實質收斂鋒芒 善於佳餚，常常私下弄美食給李世民，但從未送給李世民過 一直不同意其兄利用其子謀反報仇，認为前朝遺民得以保命乃李世民之恩典 最終齊王與其兄造反事敗，為保兒子性命而利用武如意送甘露粥企圖行刺李世民 生前居晨夕宮 內容 於第6集利用鴛鴦鴆壺毒殺鄭婉言 於第15集和韋貴妃聯手設計對付主持大朝會的楊淑妃 於第18集毒殺李世民失敗後，跳入淨初池自盡 | 劇中陰妃與其兄陰弘智皆寫成殷姓 歷史上未記載陰妃具体位號 | 曾佩儀   |
| 聂玫   | 劉賢妃   | 李世民四妃之一 被韋貴妃數次利用胎兒来陷害異己 言語上透露了之前因韋貴妃而害死郭采女、薛婕妤和裴昭容 生前居錦樂宮，後為徐慧所居 內容 於第1集因韋貴妃授意，自己故意摔倒流產，以嫁禍楊淑妃，但不成 於第2集因韋貴妃逼迫而上吊 | 虛構人物。從貞觀元年到貞觀十八年，受封為賢妃的后宫是燕氏，燕氏与武媚娘为表亲。                                                                                           | 梁少霞   |
| 孫佳奇 | 蕭蔷     | 蕭才人→蕭婕妤 蕭易权之女、韋贵妃的侄女 囂張跋扈，與武媚娘、徐慧、鄭婉言敵對 與馮才人、陳美人友好，後來才知道她們很討厭自己 韋貴妃於李世民故意冷落武如意期間，使計令李世民臨幸蕭才人 前期投靠韋貴妃，後期因得知韋貴妃要借腹取子後殺害她而轉為憎恨 內容 於第2集偷取武如意的面具 於第4集獲得服侍唐太宗就寢的詔令，但李世民沒有寵幸她 於第21集，服下了韋貴妃賜予的鳯麟丸，與李世民共度一夜之後，又遭韋貴妃逼喝下三碗湯藥 於第26集公開懷孕後，被晉為婕妤 於第28集得知韋貴妃借腹取子的陰謀 於第29集為了活命求救於徐慧，並於第38集服用徐慧所给的五行草滑胎，借此扳倒韋貴妃 於流產後假裝精神失常，立誓要報復武媚娘及徐慧 於第41集中為了和徐慧與武媚娘同歸於盡而引火自焚，不久按唐律其家族被滅 | 虛構人物。唐太宗李世民的蕭氏後宮有蕭美人和蕭才人，但並無蕭易權之女。 | 劉惠雲   |
| 张溪庭 | 馮才人   | 奉承蕭薔，但實質不喜歡她 與武如意、徐慧、蕭薔一同入宮 外表與陳美人情同姊妹，但只是虛假的姐妹情 內容 於第40集和陳美人一起欺負裝瘋的蕭婕妤 因家中父親中飽私囊、貪污軍響之帳薄落在徐慧手上而被其威脅 於第50集被徐賢妃逼迫與陳美人同晚上吊（瑞安口述） | 虚构人物 | 羅孔柔   |
| 刘芷汐 | 陳美人   | 奉承蕭薔，但實質不喜歡她 與武如意、徐慧、蕭薔一同入宮 表面上與馮才人情同姊妹，但只是虛假的姐妹情 內容 於第40集和馮才人一起欺負裝瘋的蕭婕妤 疼愛家中胞弟，因之強搶民女而被徐慧威脅 於第50集被徐賢妃逼迫與馮才人同晚上吊（瑞安口述） 死前被徐慧逼賜當年的毒扇子 | 虚构人物 | 魏惠娥   |
|        | 薛婕妤   | 被韋貴妃及劉賢妃害死 美豔動人，後胭脂被人下藥，雙頰潰爛 | 虚构人物，僅為劉賢妃與韋貴妃分別口述 | －       |
|        | 郭采女   | 被韋貴妃及劉賢妃害死 有一雙白如玉脂的雙手 後來被害入掖庭獄，雙手被人生生剁下 | 虚构人物，僅為劉賢妃與韋貴妃分別口述 | －       |
|        | 裴昭容   | 被韋貴妃及劉賢妃害死 | 虚构人物，僅為劉賢妃與韋貴妃分別口述 | －       |
|        | 陳婕妤   | 居含香殿，喜愛葵花胭脂 | 虛構人物，僅為文娘與瑞安分別口述。 | －       |
|        | 李婉儀   | 與武如意、徐慧、蕭薔、鄭婉言一同入宮的御妻之一 | 虚构人物，僅為蕭薔口述 | －       |
|        | 劉采女   | 與武如意、徐慧、蕭薔、鄭婉言一同入宮的御妻之一 | 虚构人物，僅為蕭薔口述 | －       |

### 李治後廷
| 演员   | 角色     | 介紹 | 备注/居所 | 粤语配音 |
| 施诗   | 王玉燕   | 太子妃→王皇后→廢后 居立政殿 李治的第一任皇后 李治的第一任妻子 羅山令、王仁佑之女 舅父為柳爽 有長孫無忌支持，背景龐大 前期與蕭淑妃為敵，後期與武媚娘及蕭淑妃為敵 內容 於第49集登場，和李治成親 無寵無出，因而意圖奪去劉氏之子李忠 於第60集因李治登基，被封為皇后 於第64集因劉氏不從而以毒入茶陷其於死地 因武媚娘認為其為令自己流產的兇手而成為了武媚娘之報仇對象 於第76集因武媚娘替李治生了孩子，為了爭寵，跟蕭淑妃合作 於第76集經蕭淑妃慫恿，開始迷上怪力亂神 於第81集陷害蕭淑妃令蕭淑妃被廢，其後因李治認定其為殺害安定公主的兇手而被廢去封號（實為高陽公主栽贓陷害） 于第84集李治賜毒酒而死 | 歷史上未記載皇后王氏本名，王玉燕一名应为本剧杜撰 史載為了對付蕭淑妃接回在感業寺的武則天 最後兩人都亡於其手 史載舅父其名柳奭，為高宗宰相 史載王皇后先為晉王妃再為太子妃 | 曾秀清   |
| 张馨予 | 萧良娣   | 蕭良娣→蕭淑妃→廢妃 居賢靈宮 李治之妃 義陽公主、雍王李素節、宣城公主之母 最討厭以三寸不爛之舌，妖言惑眾，騙人錢財之輩 因其美貌與武媚娘相似，故受到李治的寵愛。李治畫了許多她的畫像，但其實心中所想為武媚娘 與王皇后、武媚娘敵對 內容 於第60集因李治登基，被封為淑妃 於第76集因武媚娘替李治生了孩子，而為了爭寵，跟王皇后合作 於第81集因武媚娘設計厭勝之術欲加罪于王皇后，但王皇后將實施巫蠱的小人放在蕭淑妃寢宮被發現導致被廢去封號 于第84集被李治賜毒酒而死，本不願就死，但是王皇后提醒她要保護她的孩子，便決定飲下毒酒                                                                       | 和王皇后爭寵 武則天回宮後失寵，但仍囂張跋扈 與王皇后兩人都被武則天殺死                                                                                                 | 張頌欣   |
| 马思纯 | 贺兰敏月 | 魏國夫人 居合璧宮 韓國夫人之女 武媚娘姨甥女兼天敵兼情敵 榮国夫人之外孫女 認為自己母親的死和武媚娘有關，因而要向其報仇 曾向武媚娘答應說：願來長安，絕不後悔 內容 於第91集於外婆榮國夫人逝世後，要求武媚娘入宮同伴後勾引李治 李弘之表妹、庶母兼鍾情對象，於第92集與李賢合謀毒殺之 李賢之表妹兼庶母 李显、李旦之表姐兼庶母 於第93集被李治寵幸，封為魏國夫人，並利用母親留下的紫色玉鐲陷害武媚娘，使李治以為武媚娘要毒害她 於第94集欲以毒茶葉毒殺武媚娘，但被武媚娘得知，反賜其毒茶葉，死前媚娘問她是否記得：願來長安，絕不後悔。最後被迫飲下毒茶而亡                                             | 歷史上未記載魏國夫人贺兰氏本名，此前已有电视剧使用贺兰敏月一名 劇中其於榮國夫人逝後借機入宮，但實質先於榮國夫人逝四年                                                  | 何璐怡   |
| 崔冰   | 劉侍女   | 宣義郎劉容杰之女，李忠之母 被王皇后與蕭淑妃有意無意打壓，因此連封號也沒有 內容 於第73集因拒絕過繼兒子給王皇后，而被王皇后下毒至其飲用的茶水中 於第74集飲用茶水而中毒，只剩七日命。於是假意答應過繼兒子的提議以協助武媚娘之計劃，後戴上武媚娘藏有劇毒的戒指自願死于立政殿，以嫁禍給王皇后 | | 黃瑩瑩   |
|        | 楊美人   | 李治之妃 內容 第68集於武媚娘走出承慶殿時出現經過 | 唐高宗之宮人楊氏生澤王李上金 楊宮人有否封號史書無載 | －       |
|        | 陳貴人   | 李治之妃 內容 於第82集由瑞安口述 | 史載唐高宗李治之後宮只有武則天、皇后王氏、淑妃蕭氏、婕妤徐氏、宮人劉氏、宮人楊氏、宮人鄭氏 唐代宮制並沒貴人                                                            | －       |
|        | 武順     | 韓國夫人 武媚娘之姊 榮國夫人之長女 賀蘭敏月之母 勾引李治、下毒毒害武媚娘不果後因羞愧而自盡 僅為口述 | | －       |
| 劉鈺瑾 | 裴氏     | 李弘太子妃 內容 於第92集出場，受郭瑜指示，令李弘知道義陽公主和宣城公主還活著 | | 何寶珊   |

### 李顯後廷
| 演员   | 角色   | 介紹 | 备注/居所 | 粤语配音 |
| 席与立 | 韋襄   | 英王妃→太子妃→韋皇后→廬陵王妃→太子妃→韋皇后 李显的皇后 韋玄貞之女 內容 於第94集初次被賀蘭敏月口述，說她阻止李顯給李賢送行 與其父慫恿李顯讓武媚娘隨李治陪葬 | 韋皇后實於675年周王妃趙氏得罪武后被囚禁餓死後，才當上李顯嫡妃，而劇中卻有賀蘭氏口述其為李顯之王妃，魏國夫人賀蘭氏死於666年，不可能口述此事。 | 劉惠雲   |
| 从昱莛 | 李顯妃 | 李顯之妃 | |          |

### 大唐李氏
| 演员                | 角色     | 介紹 | 备注/居所 | 粤语配音            |
| 李李仁              | 李承乾   | 皇太子→廢太子→庶人 字高明，李世民與長孫皇后的長子，曾是皇太子 宅心仁厚 蘇玫之夫 魏徵學生，前期不將魏徵視為太子師，後期拜之為師 於三年前買下保護自己免受猛熊攻擊的稱心 視稱心為知己，但因後被誣陷稱心為其男寵，而被迫要殺死稱心 魏王李泰的敵人 內容 於第24集至驪山救了武媚娘 於第26集與武媚娘聯手，共同化解女主武氏預言風波 於第28集假意殺了稱心，並將他掩藏於邙山 於第34集與侯君集聯手謀反 於第35集逼宮而遭廢除太子之位 於第46集對白中得知被流放黔州，貶為庶人 於第49集與蘇玫前往黔州，結局淒美 於第82集辭世於黔州（根據王德稟告中口述） | 廢太子李承乾薨逝於貞觀十七年（唐故恆山愍王墓志銘）／十八年（舊唐書李承乾傳）／十九年（應為十九年）但絕非永徽年間 | 李錦綸              |
| 李悦溪              | 蘇玫     | 太子妃→廢太子妃→庶人 深愛李承亁，妒忌稱心，誤以為稱心為丈夫的男寵 內容 於第17集中，在大朝會上見識到了武媚娘的智慧，因而想結識她 於第26集與武媚娘聯手，共同化解女主武氏預言風波 於第49集與被廢位的李承乾同赴黔州，結局淒美 | 歷史上未記載太子妃苏氏本名 | 朱妙蘭              |
| 李解                | 李恪     | 吳王 李世民與楊淑妃之子，吳王 實為李元吉與楊淑妃的兒子 心性善良，擅於帶兵作戰 因為母親與自己身世而不熱衷於皇位 但之後卻經常被高陽公主及楊青玄慫恿與李治爭奪皇位而被人誤會其有謀反之心 對身邊的人事物極為敏感，包括高陽公主、楊青玄、楊淑妃等私底下之事，皆都清楚 內容 對武媚娘有愛慕之心，但礙於彼此身分，不敢向其表白，只好默默的幫助她。於第24集至驪山救武媚娘，但被哥哥李承乾搶先一步 於第47集得知自己的身分，楊淑妃命其舉兵殺害李泰並逼宮，卻經武媚娘勸說，大義凜然決定化解這場兄弟殘殺危機 於第85集因高陽公主叛亂失敗而被牽連而死 | 史實為李世民與楊淑妃之子 | 劉奕希              |
| 任山 童年：崔璨     | 李泰     | 魏王→順陽王 李世民与长孙皇后的次子，字惠褒，小字青雀，魏王 覬覦皇太子之位，與韋貴妃勾結 表面上知書達禮，實則陰險、城府甚深 由韋貴妃入宮為昭容時遇見的一剎那起愛慕韋貴妃 與兵部尚書韋源承勾結 想除掉武媚娘 內容 於第7集使太子李承乾變成瘸子 於第28集挑撥徐慧對武如意之友情 於第33集為斷太子李承乾羽翼，彈劾侯君集 於第41集到掖庭獄探獄時用碎瓦割斷韋貴妃的手腕大動脈 於第46集向李世民毛遂自薦皇太子之位，因楊淑妃設計而以為李世民擔心他殘害兄弟亦因此表明會殺子傳弟 於第48集率兵逼宮，後被吳王及武媚娘於北宮門攔下 於第49集被李世民貶至均州做順陽王，永世不得回長安，朝臣認為李泰謀逆且罪行擢髮難數，仍未貶為庶人，有失公平，但李世民不想再失去兒子，才做此決定 於第66集辭世於均州（根據李治與長孫無忌對話中口述） | | 劉昭文              |
| 米露 童年：李景儿   | 高陽公主 | 李世民之女，房遺愛之妻 與和尚辯機相愛，婚後與其私通 劇情中段是武媚娘的閨蜜好友，後段利用武媚娘對付長孫無忌 內容 於第58集嘗試與辯機私奔，後失敗 於第59集李世民決意把辯機處死後，要與李世民斷絕父女關係 對李世民生恨，在其臨死前故意把武媚娘關起，令其臨死前見不到深愛之人 繼徐慧後，武媚娘的另一知己 毒害了武媚娘的第一個兒子（李世民遺腹子，實為李治之子），致其胎死腹中，並嫁禍給王皇后，促使武媚娘決心留在太極宮復仇（即亦實現剷除關隴派系尤其長孫無忌，替高陽公主為辯機報仇） 與楊青玄合謀造反，意圖把李恪推上皇位 於71集教唆武媚娘求李治賜予一個封號,令她可以留在宮中報仇 於第81集掐死武媚娘與李治的女兒安定公主，同樣嫁禍給王皇后，導致王皇后被廢 因武媚娘查看安定公主屍體時發現其同心戒痕而疑心她，但不願意相信 與王皇后對質後確認害其兩個孩子的兇手為高陽公主 於第85集謀反失敗，被李治因只有唯一的妹妹而赦無罪，但最終被武媚娘吊死於樹上，並與房遺愛葬在一起，死後也不能與辯機一起 | 與房玄齡之子房遺愛成婚 生活十分不檢，婚後與辯機私通 高陽公主死於安定公主出生的一年前，所以應不可能殺之 其母史無所載 她掐死安定公主的片段疑被剪掉（於片頭可見）                                                       | 魏惠娥              |
| 薛詠煜              | 李祐     | 齊王 李世民与殷德妃之子，殷弘智之外甥 從小便被趕離長安，被迫與殷德妃分離 內容 于第18集與殷弘智謀反，後失敗 於第19集被殷弘智所殺 | | 胡家豪              |
|                     | 李欣     | 字伯悅，李泰長子 內容 於第48集與弟弟坐在鞦韆時被其父企圖殺害，後得李治阻止 | | 林元春              |
|                     | 李徽     | 李泰次子 內容 於第48集與哥哥坐在鞦韆時被其父企圖殺害，後得李治阻止 | 李徽生於其父被降為順陽王後一年，亦即貞觀十八年，於貞觀十七年時不可能以四、五歲姿態出現 |                     |
| 张轩铭 童年：陈净缘 | 李忠     | 陳王→皇太子→廢太子→ 梁王 李治之庶長子、劉氏之子 因為生母卑賤，所以常常被李素節欺負 內容 第74集違背亡母收藏毒戒指秘密，揭發其母嫁禍王皇后，並於同集過繼給王皇后，成為李治之嫡長子 於第76集正式封為皇太子 清楚明白王皇后毒害劉氏，而且知道為武媚娘慫恿劉氏以性命嫁禍王皇后，所以視兩人為復仇對象，並要登上天子之位以為母親報仇雪恨 自從后位廢王立武後時常暗中拜祭王皇后，表面上聽從武媚娘的說話，實際上為了王皇后而向武媚娘報仇 第88集因於闕樓酒宴企圖用酒毒殺李治，武媚娘阻止後，被武媚娘逼迫其辭去太子之位 被李治查出於闕樓酒宴與泰山封禪之事，第91集被賜毒酒七孔流血而死 | | 李致林 童年：謝潔貞 |
| 白茹                | 李下玉   | 義陽公主 李治之庶長女、蕭淑妃之長女 內容 第81集由蕭淑妃口述，求武媚娘放過她的孩子 按唐律應被流放嶺南，但武媚娘以其身染頑疾，於第82集使其待在洛陽行宮 被高陽公主假借疫症而亡之名義將其藏在掖庭。後被關隴門閥的大臣發現，利用她們產生李弘和武媚娘的隔閡 以為自己的處境為武媚娘所為 第92集於掖庭登場，並與同集恢復公主身份並且出嫁 | 初次出場時稱李弘為五哥，但事實她比李弘年長至少五年 史載於咸亨二年間出嫁 劇中於上元年間登場並出嫁是有所改編史實 其夫參與反武后行動失敗被殺 不久義陽公主去世 中宗即位追贈長公主                                        | 陳皓宜              |
| 崔璨                | 李素節   | 雍王 李治之庶四子、蕭淑妃之子 內容 於第67集因欺負李忠，被武媚娘訓斥及以木劍打屁股 於第81集苦苦哀求武媚娘讓他得見母妃 蕭淑妃垮台後，於第82集被武媚娘調去做申州刺史 | 史載雖然百般小心行事討好武后，最後仍被武后所毒殺 | 何寶珊              |
|                     | 高安公主 | 宣城公主 唐高宗之庶次女、蕭淑妃之次女 內容 第81集由蕭淑妃口述，求武媚娘放過她的孩子 按唐律應被流放嶺南，但武媚娘以其身染頑疾，於第82集使其待在洛陽行宮 被高陽公主假借疫症而亡之名義藏在掖庭。後被關隴門閥的大臣發現，利用她們產生李弘和武媚娘的隔閡 以為自己的處境為武媚娘所為 第92集於掖庭登場，並與同集恢復公主身份並且出嫁 | 比李弘大三年，為其姊而非妹 史載於咸亨二年間出嫁 劇中於上元年間登場並出嫁是有所改編史實 其夫參與反武后行動失敗被殺 中宗即位加封長公主 睿宗即位改封高安公主                                                            |                     |
| 康福震              | 李弘     | 代王→皇太子 李治之五子及嫡長子、武媚娘之長子 內容 第77集出世，出世即封代王 指責武媚娘疏忽義陽和宣城公主在掖庭19年，建議武媚娘應專注後庭之事 於第89集經武媚娘勸皇帝而被立為皇太子 於第92集在合璧宮遭李賢與賀蘭敏月合謀毒殺，七孔流血而死 | | 曹啟謙              |
|                     | 李思     | 安定公主 唐高宗之三女及嫡長女、武媚娘之長女 內容 第78集鏡頭一轉為永徽五年並已出生 於第81集遭高陽公主殺害，並嫁禍於王皇后 | 早殤或為武則天所殺 史載思為諡號而非名字 安定公主出生於高陽公主死後的一年，所以應不可能被其所殺 | －                  |
| 王文傑              | 李賢     | 潞王→皇太子→廢太子→庶人 章懷太子，字明允，李治之六子及嫡次子、武媚娘之次子 內容 於第88集出場 為人陰險，覬覦太子之位 於第92集與賀蘭敏月合謀毒殺李弘 於第93集被立為太子 於第94集因謀逆及弒兄被廢，貶為庶人、流放巴州 | 史載內心仁善 雖著書勸諫武后莫因爭權奪利喪失親情，但仍未改變章懷太子悲慘的下場 | 李凱傑              |
| 宁文彤 童年：蓝天   | 李显     | 英王→皇太子→唐中宗→廬陵王→皇太子→唐中宗 李治之七子及嫡三子、武媚娘之三子 唐朝第四及第六任皇帝 內容 於第91集初次登場 於第95集登基、於第96集第二次登基 | 唐中宗 | 劉奕希              |
| 徐杨                | 李旦     | 豫王→相王→唐睿宗 李治之八子及嫡四子、武媚娘之四子 內容 第91集初次登場 縱情享樂不願上朝 | 唐睿宗 為唐朝第五及第七任皇帝，但劇中省掉了其當皇帝的事實 唐玄宗李隆基之父 |                     |
|                     | 嗣兒     | 武媚娘之曾孫 內容 第96集大結局出現在宮中，並陪著武媚娘走過全劇最後一幕 | 武則天只有四子李旦之孫以「嗣」為輩字。且根據年齡推斷，嗣兒可為李隆基的長子，亦是武則天的長曾孫李琮。肅宗李亨，原名李嗣升，也是嗣字輩，是為李隆基三子，但在武則天死後才誕生。但李旦長子李憲諸子亦皆有可能，特别是李璡 | －                  |

### 前朝大臣及將軍
| 演员   | 角色     | 介紹 | 备注/居所                                                                                         | 粤语配音            |
| 王绘春 | 长孙无忌 | 长孙皇后之兄、長孫沖之父 李承乾、李泰、李治之舅，李世民、李治之宰相 朝廷太尉 忠心於李世民，小名為輔機 因為女主武氏預言，多番想武媚娘於死地，打倒關隴門閥後與其和好 對大唐前行相當注意，只要有關人士可能會危害便想除去 一生值得尊敬並與之甘願酌酒的女人只有其妹長孫皇后和武媚娘 當年自己統領了關隴門閥，卻是自己毀掉了關隴門閥 內容 於第35集李承乾逼宮後，勸李世民立李治為太子 於第60集李世民駕崩前，在李治面前說出「輔機太聰明」等話 於第84集假裝告老還鄉，實際上是要使李恪與高陽公主顯現出謀逆之心 於第90集因覺關隴門閥不能駕馭及阻擋了大唐前行，於是利用泰山封禪刺殺武后事件，打倒關隴門閥 於第91集因泰山封禪一案而被李治貶為揚州都督，永生不得回長安，兒女流放岭外。隔年自縊 關隴門閥世家統領 凌煙閣二十四功臣之首 |                                                                                                   | 葉振聲              |
| 李光复 | 魏徵     | 朝廷司空 李世民之諫臣，小名為玄成 被李世民指派為李承亁之師 玄武門之變之前為李建成之謀臣 貞觀時一心求死，不停犯顏直諫，以圖引起李世民憤怒而將他處死 後為李承亁之謀臣，認為李承亁仍可教化是上天給他的第二次機會 內容 於第26集與武媚娘聯手，共同化解女主武氏預言風波，且受武媚娘一拜 於第34集因病而過世，死前為李承亁求情並從李世民得知太子之廢立，死後李世民因感慨而道出千古名句：「人以銅為鏡，可以正衣冠，以古為鏡，可以見興替，以人為鏡，可以明得失。今魏徵殂逝，朕遂亡一鏡矣！」 凌煙閣二十四功臣之一 |                                                                                                   | 陳曙光              |
| 李晨   | 李牧     | 朝廷將軍，與武媚娘青梅竹馬 父母與族人因李孝常逆案被流放，途中因困於倉內而被火燒死 魏王李泰本想利用他來要脅武媚娘 後因太子逼供造反，李泰深覺他無用，便想殺了他，被淑妃救之後，卻不料反被淑妃利用 內容 於第35集登場，遭楊淑妃設計，誤以為淑妃是自己的救命恩人 於第36集中被淑妃叫去掖庭獄救武媚娘，並為避免李世民懷疑，冒充身分為李故 於第44集中與武媚娘說好離開宮廷 於第48集護駕，李世民特赦無罪，但因向李世民開口要帶武媚娘走，而被打入天牢 於第51集為掩護李世民及武媚娘離開而戰死於沙場之中 |                                                                                                   | 蘇強文 童年：袁淑珍 |
| 余皑磊 | 李義府   | 朝廷右丞相 個性懦弱 內容 於第48集登場，棄李泰轉幫李治 出身低賤，於第55集起與武媚娘聯手扳倒長孫無忌，並和許敬宗等寒門官員一同效力於武媚娘，後為李治右丞相 於第95集因逼迫大理寺私放犯人並事後自盡，只因欲納其為妾之事被李治知道，因而流放雟州 |                                                                                                   | 巫哲棋              |
| 巍子   | 张柬之   | 字孟將，武媚娘的宰相 由狄仁傑介紹給武媚娘 內容 於第96集與皇太子李顯等人向武媚娘逼宮，後經由張柬之的勸說而成功使武媚娘退位 於第96集登場 | 浙江衛視版第1集初次登場                                                                           | 朱子聰              |
| 王千航 | 長孫沖   | 長孫無忌之子 長孫皇后之侄 內容 於第91集因長孫無忌被李治貶為揚州都督，而隨者其父一同被流放 |                                                                                                   | 張方正              |
| 劉小溪 | 房玄齡   | 房喬，字玄齡，朝廷司空 房遺愛之父 前期與長孫無忌逼害武媚娘，後期於武媚娘入房府後開始賞識她 內容 第58集於甘露殿偏殿逝世 凌煙閣二十四功臣之一 |                                                                                                   | 張炳強              |
| 李燕生 | 褚遂良   | 字登善，朝廷中書令 敢言直諫 內容 於第66集被李義府抓住結黨營私的證據，而被李治貶到同州做刺史 於第80集回來長安任職，並且反對李治立武媚娘為皇后，後被武媚娘妒恨放逐 |                                                                                                   | 林國雄              |
| 刘子赫 | 许敬宗   | 字延族，朝廷左丞相 和李義府等寒門官員一同效力於武媚娘，後為李治左丞相 起初被李治以藉口分配離放長安、貶至鄭州，後讓他回長安，讓他對李治感激 | 比武則天大上三十二年，甚至比長孫無忌大兩年、比唐太宗大六年，所以實質上應比劇中老上許多            | 關令翹              |
| 同云   | 殷宏智   | 殷德妃之兄 李祐之舅 齊王李祐府長吏 內容 於第17集與李祐起兵造反李世民，後失敗 於第19集親手殺了齊王李祐，隨後也以刀割脖自盡 |                                                                                                   | 黃子敬              |
| 孙宁   | 李勣     | 字懋功，朝廷將軍 本名徐世勣，賜姓李 避李世民諱，改名李勣 內容 於第34集在侯君集造反時前去與他交戰 於第59集被李世民逼迫離開長安，而在李治登基之時，把他接回長安，令他對李治感到感激 於第85集因武媚娘威脅其夫人性命，而帶軍鎮壓高陽公主、房遺愛等人的叛軍，在武媚娘封為皇后後，便不知去向 凌煙閣二十四功臣之一 |                                                                                                   | 馮志輝              |
| 王建國 | 侯君集   | 大將軍→交河道行軍大總管→吏部尚書 潞國公 曾和李世民一起打天下 唐太宗御准其能於皇宮中披甲馳騁 不喜歡韋源承 內容 於第20集得勝還朝中登場，自薦前往討伐高昌 於第32集凱旋還朝 於第33集遭魏王彈劾，而被打入天牢 於第34集被冊封為吏部尚書 於第35集幫太子李承乾謀反 於40集被唐太宗賜死，唐太宗說會留其一妻一子的性命並送至嶺南生活 行刑前與太宗交談得知曾與太宗、李勣一薛舉與薛仁杲之隋末割據勢力 凌煙閣二十四功臣之一 | 於其謀反後，太宗曾對其說：朕因汝從此不登凌煙閣 史載在高昌戰役前就已經是兼任吏部尚書之職，而非改任 | 陳永信              |
| 赵雍   | 韋源承   | 韋貴妃之伯父 朝廷兵部尚書 不喜歡侯君集 時常被其姪女韋貴妃提起 陰險狡猾、做出許多殘害百姓的事 與魏王李泰勾結 在朝廷擁有李泰勢力，在後廷中擁有韋貴妃為首的勢力 內容 於第44集遭李世民剷除勢力、革除官職、抄沒家產、押入天牢 | 劇中採用韋貴妃之父韋圓成的諧音，歷史原型為韋匡伯，韋貴妃之伯父                                    | 潘文柏              |
| 孙刚   | 王仁祐   | 王皇后之父 朝廷羅山令、魏國公 與長孫無忌一同想幫助王皇后鞏住后位 於王皇后死後便不知去向 |                                                                                                   |                     |
| 关景利 | 鄭仁曦   | 鄭婉言之父 中樞侍郎 第4集登場，鼓勵其女鄭婉言踏入宮廷 鄭婉言死後要幫其報仇 為了想知道殺死鄭婉言的凶手，而幫張公公拿來長孫無忌與大朝會結束當晚的路線圖 內容 於第17集為張公公殺害 |                                                                                                   | 盧國權              |
| 徐杰   | 狄仁傑   | 字懷英，大理寺丞，由道士明崇儼推薦於武媚娘 內容 於第92集初登場，接受武媚娘委託與明崇儼聯手調查毒害李弘的兇手 於第93集將明崇儼遇害一事告知武媚娘，並其通知停止調查毒害李弘的事 | 武媚娘的宰相 力勸武媚娘不可立武氏為太子 上承貞觀下啟開元的名相                                    | 陳廷軒              |
| 王运生 | 戴青     | 大理寺丞，負責審理各種案件 |                                                                                                   | 馮錦堂              |
| 聂雅亮 | 郭瑜     | 武媚娘的宰相 李弘太子妃裴氏之叔叔 李弘的太子師 內容 於第93集因為彈劾武媚娘而遭其早朝時拖出去問斬 |                                                                                                   | 張炳強              |
| 鄭曉鍾 | 裴炎     | 字子隆，中書令 內容 於第79集彈劾東宮侍從趙道生 於第96集在武媚娘早朝時，遭其拿下 |                                                                                                   | 盧國權              |
| 姚彦林 | 上官仪   | 字游韶，依附皇太子李忠 中樞侍郎 內容 於第87集為了廢掉武媚娘而在李治面前使用苦肉計，但未成功 於第88集與李忠企圖想毒殺李治，但未成功，後被李治加恩賜死 |                                                                                                   | 陳永信              |
| 刘义   | 韩瑗     | 字伯玉，依附皇太子李忠 內容 於第88集與李忠企圖想毒殺李治，但未成功，後被李治革去官職、流放岭外、查抄家產，其職位後由李義府接替 |                                                                                                   | 黃子敬              |
| 蔡纲   | 来济     | 依附皇太子李忠 內容 於第88集與李忠企圖想毒殺李治，但未成功，後被李治革去官職、流放岭外、查抄家產，其職位後由許敬宗接替 |                                                                                                   | 馮錦堂              |
| 孙丙南 | 程知节   | 內容 於第88集登場 朝廷大將軍 別名程咬金，字義貞 凌煙閣二十四功臣之一 |                                                                                                   | 盧國權              |
| 王泊文 | 李淳风   | 唐初天文学家、数学家、心地善良、對國家忠誠的相士 袁天罡之徒 內容 於第13集出場 算出“唐三代而亡，女主武氏代之”之預言，卻不料被自己的徒弟計算 對海鮮敏感 於第20集差點被武媚娘殺害 因韋貴妃故，晚膳被徒弟下了海鮮而喉嚨發脹窒息死亡，並在其死亡時，在他手中刻意夾上寫有武媚娘資料的白紙 | 客串 史載於高宗年間去世 曾對太宗預言當次狀元為火犬二人之傑 (即狄仁傑)                             | 李凱傑              |
| 李亚天 | 明崇俨   | 道士 南朝梁國，國子敬酒明山賓第五代嫡孫 內容 於第68出現 王皇后引薦之人，特意令他入宮解李治頑疾之症 效力於武媚娘，並與狄仁傑聯手暗中調查毒害李弘的兇手 於第93集遭李賢謀殺，臨死前李賢承認自己是毒害李弘的兇手 |                                                                                                   | 鄧志堅              |
| 朱仲春 | 袁天罡   | 李淳風之師 在李淳風死後，每年也會於其忌日在長安拜祭 為了李淳風家眷生計（由長孫無忌所支持），而不得不被其利用以占卦逼害武媚娘 |                                                                                                   | 盧國權              |
| 朱晓辉 | 房遗爱   | 房玄齡之子 高阳公主之夫，深愛高陽公主，可為其做任何事。 個性懦弱，甘於被利用 內容 於第85集因與高陽公主叛亂失敗而被李治賜死 | 史載與高陽公主謀反被誅 高陽公主亦被賜死 死前誣陷李恪也參與謀反 導致李恪被長孫無忌絞死             | 黃積權              |
| 李东恒 | 薛万彻   | 李恪之好友，前隋的舊部 | （李晶） 唐代初年與李勣、侯君集齊名的名將 李靖評其過於魯莽 唐高宗時謀反被誅                       | 鄧港文              |
| 郭振佳 | 柴令武   | 李恪之好友，前隋的舊部 凌煙閣二十四功臣之一的柴紹與太宗之姊平陽昭公主的次子 | 高宗期間與薛萬徹一同謀逆，事泄，被處死                                                            | 陳成港              |
| 姚金飞 | 纥干承基 | 字嗣先，原為侯君集的手下，後背叛他 |                                                                                                   | 張錦江              |
| 公方敏 | 韋季方   | 皇太子李忠之隨從 |                                                                                                   |                     |
| 樊璟澄 | 趙道生   | 皇太子李賢的隨從 內容 於第93集協助李賢殺害明崇儼，後被抓去掖庭受審後道出一切，使得李賢罪行被揭漏，而被廢去太子之位 |                                                                                                   | 陳耀楠              |
|        | 劉納言   | 門下侍中，忠於皇太子李顯 |                                                                                                   |                     |
| 何达   | 王同皎   | 於第96集與李顯、張柬之等人一同謀反 |                                                                                                   | 陳欣                |
| 李子峰 | 张易之   | 張昌宗之哥哥 武媚娘之男寵 內容 於第96集李顯逼宮時被殺 | 浙江衛視版第1集登場 湖南衛視版第96集登場 TVB版本戏份被剪去                                        |                     |
| 周凱文 | 张昌宗   | 張易之之弟弟 武媚娘之男寵 內容 於第96集李顯逼宮時被殺 | 浙江衛視版第1集登場 湖南衛視版第96集登場 TVB版本戏份被剪去                                        |                     |
| 陈勇   | 薛思行   | 內容 於第96集與李顯、張柬之等人一同謀反 | 浙江衛視版第1集登場                                                                               | 關令翹              |
| 王東軍 | 薛元超   | 名振，字元超 |                                                                                                   | 馮錦堂              |

### 侍從
| 演员   | 角色             | 介紹 | 备注/居所                                                                        | 粤语配音 |
| 沈保平 | 王德             | 甘露殿太監，李世民御前總管 先為李世民的近身太監，後為李治的近身太監 盡忠職守，對李世民與李治忠心耿耿 於第85集在高陽公主謀反失敗後不知去向（疑似救駕而被一箭穿心（參考劇本）） |                                                                                  | 蕭徽勇   |
| 塗黎曼 | 刘兰萱           | 司藥，殷德妃之近侍 於第15集和殷德妃聯手設計對付舉辦大朝會的楊淑妃，後因殷德妃無計可施，而被迫上吊自盡，結果還是死得極為白費 說出「能為娘娘死，那是死得其所」等話，並提點殷德妃應多多結識武如意 |                                                                                  | 成瑤孆   |
| 王振   | 春盈             | 宮女，韋貴妃之近侍 與韋貴妃狼狽為奸 欺騙羅玉珊，令其以為情人鄭子章始亂終棄，好讓她甘心進掖庭獄做韋貴妃的內應 於第42集韋貴妃垮台後，便消失 |                                                                                  | 吳羨婷   |
| 陈思斯 | 楊青玄           | 掌史，楊淑妃之近侍 和吳王一起長大 從小便幫楊淑妃跟蹤、打探、投毒、殺人 至李治登基時，不斷挑撥與其李恪之兄弟情 於第35集與楊淑妃聯手設計李牧進宮 於第45集挑撥李牧與武媚娘之间的关系 李世民、楊淑妃駕崩後，跟隨李恪前往安州 曾與前朝隋煬帝次子楊暕之部下楊沫合謀刺殺李治，但犧牲了他以換李恪回到長安的機會 與高陽公主合謀造反，意圖把李恪推上皇位 于第78集試圖毒害行刺李治，失敗被捕，但因試圖反抗而被羽林衛以刀子刺中腹部而死，死前要李恪答應她要當皇帝 喜歡李恪                                                                                           | 李恪王妃為楊氏                                                                   | 黃昕瑜   |
| 高远   | 瑞安             | 於第1集在才人宮登場 先為武媚娘和徐慧近身太監，後為武媚娘一人之貼身太監，對武媚娘極為忠心 愛慕文娘 欲與文娘對食 發現文娘之死有異，並開始疑心徐慧 自徐慧當至賢妃，便對她避之惟恐不及 至文娘死後，變安靜少語，對任何後廷的事感到敏感 於第55集發現徐慧為殺死文娘的凶手 於徐慧與武媚娘決裂時把李世民引來，令其發現徐慧之真面目，導致其最後的悲慘下場 武媚娘出家後成為李治之貼身太監 從頭到尾真心對待武媚娘，並且陪伴武媚娘到最後 於第96集朗讀武媚娘登基詔書                                                                                                   |                                                                                  | 李鎮然   |
| 白一泓 | 杜楚客           | 字山賓，魏王李泰謀士、魏王府掌史 魏王心腹，誠心服從於魏王 於第48集被武媚娘以弓箭殺害，死於北宮門 | 杜楚客卒于永徽年间，而非贞观年间。                                               | 鄧志堅   |
| 何欣   | 稱心             | 李承乾知己 孝子，母親居於北漠 蘇玫的情敵 於3年前的一場狩獵從猛熊下保護了李承乾 被人誣陷為李承乾男寵 眉宇之間，有六七分長得像李承亁堂弟李承訓（李建成之子） 於第30集讓別人以為死在李承亁劍下，並被斬下首級獻于李世民，實質被藏在邙山 於第32集因徐慧的計謀，被李世民發現躲於邙山，最後李世民親自上邙山並斬下其首級 |                                                                                  | 麥皓豐   |
| 李翠翠 | 羅玉珊           | 羅將軍 韋貴妃安插在掖庭的眼線 鄭子章的情人 與彭婆婆水火不容 喜歡被人稱呼為羅將軍 被韋貴妃抓住她不識字的把柄，而令近侍春盈謊讀情人鄭子章的信件，進而收買她至掖庭為非作歹 前期受韋貴妃指使劃花武媚娘的臉，但在武媚娘將韋貴妃陷害羅玉珊的真相告訴她之後，與武媚娘化敵為友 誤以為情人鄭子章十年前打算拋棄她，對其恨之入骨，但實質還是愛他，後來甚至知道原來自己誤會他 於第8集登場，受韋貴妃指使劃破武媚娘的臉 於第9集知道韋貴妃與春盈耽誤自己與鄭子章姻緣的事實，而決定幫助武媚娘，並欲殺害春盈卻不成 於第12集慘遭韋貴妃杖斃滅口，死不瞑目，死前仍掛念武媚娘 |                                                                                  | 許盈     |
| 王丽媛 | 彭婆婆           | 李世民的乳娘 隋朝人 信任武如意 與羅玉珊水火不容 只要掖庭有人傷害到彭婆婆，那個人隔天便會於世上消失 因玄武門之變而忿恨李世民，至死也不肯原諒他，但她其實還是很愛李世民 為了贖罪而戳瞎自己的眼睛，關入掖庭 勸武如意不要對皇家的人動感情，因為皇家子弟都不懂什麼是真情 於第2集登場，和武媚娘、徐慧結識 於第8集拿刀劃破自己的手救武媚娘 於第11集因為病情惡化而遷出掖庭，至竹林雅軒養病 於第26集過世，死前留遺言詛咒李世民，並讓武媚娘轉達，且要武如意發誓假如篡改遺言，便得不到心愛的男人，連自己的兒女都會怕她、恨她                                        | 历史上，李世民的乳母是刘娘子（封彭城夫人）。其弟李元吉的乳母是陈善意。非同一人。 | 林丹鳳   |
| 李宜娟 | 赵含燕           | 司乐 長孫皇后身邊的舊人 於第2集登場，想選武媚娘為蘭陵王，但春盈卻以把柄要脅 |                                                                                  | 朱妙蘭   |
| 姜析源 | 颂娘             | 武媚娘之近侍 |                                                                                  | 葉曉欣   |
| 王亚楠 | 文娘             | 才人宮宮女→鄭婉言侍女→徐慧侍女 原為鄭婉言的近身侍女，後為徐慧的近身侍女 因為不知道什麼是晨脂而被蕭薔譏嘲 为人十分善良 因服侍過的鄭婉言過世，而被其他宮女排擠 與瑞安有感情線 於第32集因發現徐慧要陷害武媚娘，被徐慧親手用燭台敲死，並將屍體灌滿水，丟入淨初池內 |                                                                                  | 陳琴雲   |
| 刘洋   | 陳公公           | 乾祥宮太監 與韋貴妃狼狽為奸 曾在掖庭獄審問過武媚娘 於第42集韋貴妃垮台後，也跟著消失 |                                                                                  | 張錦江   |
| 尚言昇 | 張仁贵（张公公） | 晨夕宮太監 殷家舊僕人 殷弘智宮裏之內應 常慫恿殷德妃報仇 於第17集殺害鄭婉言父親鄭仁曦 於第19集齊王謀反事敗後被賜毒酒而死於玉宇閣 |                                                                                  | 陳永信   |
| 迟连生 | 永成             | 甘露殿太監 王德之徒弟 於第48集因保護李世民而被刺客殺害 |                                                                                  | 張裕東   |
| 楊璨地 | 織蘭             | 出身破落門戶的賤民，蕭薔的近身侍女 於第31集被蕭薔收買而食入加藥的食物 於第32集因為韋貴妃得知蕭薔為見李世民而收買了她，韋妃下令將其殺害並埋於野狐落（韋妃口述） |                                                                                  | 廖杏茵   |
| 夏衔   | 绿芙             | 武媚娘之近侍 因受蕭淑妃指使而在武媚娘的青娥中放藥 於第68集因暴露而咬破嘴中的毒牙自盡 |                                                                                  | 吳羨婷   |
| 孙歌璐 | 秀珠             | 王皇后之近侍 王皇后垮台後便消失 |                                                                                  | 廖杏茵   |
| 徐紫妍 | 怜芝             | 蕭淑妃之近侍 蕭淑妃垮台後便消失 |                                                                                  | 陳皓宜   |
| 何雷   | 祝公公           | 在王德不知去向後，成為李治的近身太監 |                                                                                  | 張錦江   |
| 任洛敏 | 才人宮张公公     | 才人宫太監 拜高踩低、處事不公 於第1集登場 |                                                                                  | 張炳強   |
| 韩振国 | 周太医           | 太極殿太醫 |                                                                                  | 朱子聰   |
| 戴明   | 谢太医           | 太極殿太醫 |                                                                                  | 黃子敬   |
| 劉政緋 | 楊沫             | |                                                                                  | 陳灝瑋   |
| 孟俐彤 | 玉玲             | 楊淑妃安排於韋貴妃宮內的內應，被發現後即遭韋妃殺害 |                                                                                  |          |
| 李晓洁 | 玉婉             | 高阳公主之近侍 |                                                                                  | 凌晞     |

### 其他角色
| 演员     | 角色     | 介紹 | 备注/居所                                                        | 粤语配音 |
| 秦启东   | 辩机     | 和尚 高阳公主之情人 于第59集被李世民斬首 |                                                                  | 李安邦   |
| 松島庄汰 | 物部天守 | 東瀛遣唐使、下棋高手 於第14集本與徐慧一同下棋，不料徐慧突然暈倒，由武媚娘代之。原本武如意可破此局，因不忍心讓他自盡，而故意讓他一步，使棋局得以平手                 |                                                                  | 林筠翔   |
| 伊丽莎白 | 高昌樂姬 | 西域琵琶高手 |                                                                  | 何寶珊   |
|          | 武士彠   | 字信明，荊州都督、應國公 武媚娘、武順之父 李弘、李思、李賢、李顯、李旦、李令月、賀蘭敏月之外祖父 經由韋貴妃口述，其曾在唐高祖(李渊)起事時，拿了幾十銀兩，換了个官做 | 僅為第1集韋貴妃口述                                              |          |
|          | 榮國夫人 | 楊氏，武媚娘、武順之母 李弘、李思、李賢、李顯、李旦、李令月、賀蘭敏月之外祖母 因武順之死而誤會武媚娘，至死不相見、不看她任何一封信 於第91集在洛陽病逝               | 僅為口述 逝世時間於劇中至少推早了四年 應比魏國夫人賀蘭氏遲死四年 |          |

## 劇中所提及太極宮內的各宮殿或住處

### 殿
- 太極殿：皇帝議政之地，最後一集（除了浙江衞視第一集）武媚娘在此登基。
- 甘露殿：皇帝的寢室（唐太宗 → 唐高宗）
- 承慶殿：武如意與李世民初次見面的地方（文德皇后）
- 立政殿：唐高宗皇后的寢室，隸屬唐高宗的皇后，任何御妻成為皇后（唐高宗的皇后）即會入住（王皇后 → 武媚娘）
- 蓬萊殿：武媚娘成為李治的昭儀後的寢室，之後武媚娘封后而空置（武昭儀）
- 集仙殿：武則天稱帝後的寢室
- 含香殿：陳婕妤（唐太宗） → 陳美人（唐高宗）

### 宮
- 東宮：太子寢室（李承乾 → 李治 → 李忠 → 李弘 → 李賢 → 李顯）
- 才人宮：所有剛進宮的御妻、或未得寵的才人（或以下）的共同寢室（武如意、徐慧、蕭薔、鄭婉言、馮才人、陳美人等）
- 祥宮：貴妃寢室 隸屬貴妃 任何御妻受封貴妃 即會入住（韋貴妃、蕭婕妤）
- 賢靈宮：淑妃寢室 隸屬淑妃 任何御妻受封淑妃 即會入住（楊淑妃 → 蕭淑妃）
- 晨夕宮：德妃寢室 隸屬德妃 任何御妻受封德妃 即會入住（殷德妃）
- 錦樂宮：賢妃寢室 隸屬賢妃 任何御妻受封賢妃 即會入住（劉賢妃 → 徐賢妃）
- 清寧宮：徐婕妤及武如意（共同居所) → 武如意（一人）
- 合壁宮：賀蘭敏月（魏國夫人）
- 洛陽行宮：先為武媚娘安置宣城公主和義陽公主的住處，後李治（唐高宗）駕崩於此
- 上陽宮：武則天病逝於此（最後一集顯示於字幕）

### 住處
- 竹林雅軒：彭婆婆（李世民的乳娘） → 武太妃
- 平素居：劉氏與李忠的居所

## 播放版本
- 中国大陆播出的，湖南衛視12月27日公告，本劇於28日至31日暫時停播[8][9]，於2015年1月1日起復播后，所有女演員露出乳房及乳溝的近鏡頭全部被截掉。此後湖南衛視及網上播放的版本都為處理版本（被網民稱為「大頭版」）。此舉引起網民極大反彈。
- 香港播出的武則天虽未剪裁，但用后期处理隐藏乳沟乳房（被網民稱為 「封胸版」）[10]。
- 台湾播出的则是原始版本[11]。71集開始，LiTV 線上影視使用香港版（被網民稱為「封胸版」）播放[12]，中視使用浙江版本（7月23日已播畢）。
- 新加坡星和娛家戲劇台播出的版本為TVB剪輯版，原音播出。[13]

## 幕后制作

### 开机拍摄
《武媚娘传奇》于2013年年底正式开机，共计8个月的拍摄经历。据了解，除了变景和改景外，该剧的拍摄场景大大小小就近上千个，其中大规模场景有380个左右，内景搭建有46个，其中包括当时的世界中心长安古都、气势宏大精美绝伦的大唐皇宫太极宫和古代帝国战场等，这些场景都将通过实景和特技相结合的方式呈现在观众面前。
范冰冰主演的《武媚娘传奇》是一部达到“电影级别”的电视剧，投资超过3亿人民币。在演员片酬、服飾、化妝、道具、场景、後製、特效等方面都将不惜成本。。

### 主创团队
《武媚娘传奇》剧组阵容也是一大亮点，張鈞甯、张庭、周海媚、张丰毅、张馨予、李治廷與李晨等明星都将来到无锡参与电视剧的拍摄，该剧还邀请好莱坞造型团队，打造当时的世界中心长安古都、气势宏大精美绝伦的大唐皇宫太极宫和古代帝国战场东辽之役，棚内场景都已在无锡国家数字电影产业园内搭建完成，雕梁画柱，置身其中仿佛时光倒流，梦回盛世大唐。
此外，全剧组幕前幕后的工作人员数量也创下纪录，如不含后期特效的话，剧组群演最多的时候高达900多人，工作人员最多的时候都有800多人，为保障顺利拍摄，剧组出动的车辆就有180余台。剧组人员透露，所有演员服装加起来就有3000套左右，尽力打造精美绝伦的大唐笙歌。

### 幕后花絮
1. 14岁至82岁的武则天角色均由范冰冰一人主演，角色年龄跨度之大创造了记录。
2. 该剧中不同变化的华美精致的发型、配饰，总体数量更是惊人。剧组人员透露，所有演员服装加起来就有3000套左右。[15]。
3. 张丰毅高烧40度拍摄夜戏“全身软绵绵没有力气”；依旧坚持拍戏。
4. 李晨撞树摔马，险象环生，让人心惊，掉落马下之后眩晕5分钟脑袋一片空白，剧组工作人员都捏了一把汗，幸好检查之后只是擦伤，简单敷药之后便继续开始拍摄。
5. 范冰冰曾經两度高烧，在现场忍着高烧打点滴，扭身进现场继续拍摄。[16]。
6. 剧中感业寺裡的尼姑居然全是男生，网友纷纷跟帖并留言调侃，称是女演员没人愿意剃光头。[17]。
7. 范冰冰在籌備拍攝此片之前，曾邀請偶像潘迎紫客串演出，但未能成功，連同她在2008年的《胭脂雪》以及2009年的《金大班》都曾向偶像發出邀約未果，這已是第三度被婉拒。

### 華服與妝容
劇集在播出之後，觀眾普遍對劇中人物的華麗服裝和演員妝容持正面評價，尤其是女演員的妝容更是帶起一股KUSO風潮，專門製作「媚娘妝」的app也應運而生。劇集色彩在後製階段修為偏暖色調的風格，被網民戲稱為「阿寶色」（實為顏色偏淡雅），也因此使得演員妝容更為紅潤。

## 爭議

### 有違史實
該劇播出之後，觀眾普遍認為武如意的人物設定和整個劇情設定都和甄嬛傳的甄嬛類似，都是從懵懂清純、姐妹反目到爭權奪利的轉變，而一些角色的分工也跟甄嬛傳雷同。劇集開始即大幅度描述武則天在後宮不斷遭人陷害而面臨各種困境，但武則天卻以「以德報怨」的態度化解各種矛盾，此番表現被觀眾批評主角太過瑪麗蘇。劇集前半部分主要講述武則天與李世民的故事，而劇集進展到60集時，李世民依然在世，外界原本以為劇集重點會放在武則天封后到成為皇帝這段時間，但原本90多集的故事內容用超過60集的內容描述武則天與李世民的故事，被部份觀眾批評為劇情發展過拖沓。。

### 中途停播
在劇集播到17集（湖南衛視版）時，湖南衛視在社交網站發出公告，因為「技術原因」而停播四天，待2015年1月1日恢復播出，停播前三天的原時段由變形計填檔播出，第四天现场直播2014-2015湖南卫视跨年演唱会。隨後有媒體猜測是因為劇集中出現各種「爆乳」橋段，尺度大膽，遭到廣電總局勒令整改再重新播出，也有一說是因為央視的新劇在同一日上檔，網友猜測是為了給競爭對手讓路而暫時停播，但相關人物駁斥此種說法，認為央視的節目編排和其他電視台沒有關係，湖南衛視對此沒有做出任何回應。英國廣播公司（BBC）中文網報導，1日復播的「武媚娘傳奇」讓很多觀眾失望，一位觀眾在微博上表示，「停了四天『武媚娘傳奇』，今晚又追了起來。突然發現前幾集胸都不見了，全是大頭照，就連頭飾也看不全，影響視覺效果」。
有網民抱怨，「技術調整後，美感全無，那麼美的服飾，頭飾全部浪費了，好可惜好遺憾，能不能想點辦法。范冰冰一直都是大鏡頭，強迫症真的很難受，鏡頭語言的美感也沒了，混亂凌亂，審片的是怎麼想的。」有網友說得更直：「看起來很累，腦袋都好大」。雖然湖南衛視及中國新聞出版廣電總局都沒有說明停播原因，但報導說，從重新播出的「武媚娘傳奇」來看，先前有關在廣電總局要求下重新剪輯的說法，並非空穴來風。
在1月1日播出的畫面中，鏡頭被重新剪輯，露胸的遠景或全身景被拉近變成人物頭部特寫。整晚播出的內容中胸部鏡頭全部被剪掉或拉近變成特寫。BBC中文網報道，此番舉動證實，停播並不是因為湖南衛視的古裝播出量配額用完，而是因為中國廣電總局認為尺度過大，臨時勒令停播，並將餘下未送審的劇集片段重新剪輯再送審，由於需要審查，因此只能停播數日。雖然廣電總局和湖南衛視均未正面回應此事，但是剪掉露胸橋段已經證明，停播壓力來自廣電總局。不僅湖南衛視播出的版本，在中國的各視頻網站上版本也一並被修改，已經上架播出的前十多集也一並修改，外國傳媒也有報導這事件。
由于该剧鏡頭被重新剪輯，因此网友调侃重新剪辑后的该剧剧名为《武大头传奇》、《大头娘娘和小头皇上》、《武媚娘切胸传奇》等。
新闻出版广电总局副局长田进1月21日上午在国新办发布会上表示，原剧播出后曾收到观众投诉，而修改播出后，实际上是得到了广大受众的认可。

### 無綫電視後期加工
香港無綫電視購買《武媚娘传奇》後，以新方式處理劇中女主角「暴露」的爭議，為劇中女主角被認為是「暴露」的部份使用電腦技術添加「布料」。此舉亦導致無線電視播出的版本被人稱為「封胸版」。此舉被香港觀眾認為是有違原本，畫蛇添足；但另一方面，收視率也節節上升。另外，後製時更使用一套由韓國購入有關唐朝盛世的紀錄片，並剪輯了當中約三分鐘的片段，將會穿插在無綫電視版本的《武則天》中作為宮廷場面。

## 電視劇歌曲

### 中國大陆
全劇的電視配樂和主題曲目主要由資深電視原聲帶創作人董冬冬負責。
| 曲序 | 曲目                         |        | 作曲   | 演唱者 |
| ---- | ---------------------------- | ------ | ------ | ------ |
| 1.   | 《千秋》（片頭曲）           | 陳 曦  | 董冬冬 | 孫 楠  |
| 2.   | 《無字碑》（片尾曲、主題曲） | 方文山 | 李治廷 | 張靚穎 |
| 3.   | 《敢為天下先》（插曲）       | 陳 曦  | 董冬冬 | 張靚穎 |

### 香港
| 曲序 | 曲目                              |                | 作曲   | 编曲   | 製作人 | 演唱者 |
| ---- | --------------------------------- | -------------- | ------ | ------ | ------ | ------ |
| 1.   | 《女皇》（主題曲）                | 楊 熙          | 張家誠 | 張家誠 | 張家誠 | 容祖兒 |
| 2.   | 《眼淚的秘密》（粵/國）（片尾曲） | 張美賢、林詠妍 | 張家誠 | 張家誠 |        | 吳若希 |
| 3.   | 《不顧一切》（插曲）              | 張美賢         | 徐洛鏘 | 嚴勵行 |        | 鍾嘉欣 |

### 台灣
中天電視
| 曲序 | 曲目                           |        | 作曲   | 演唱者 |
| ---- | ------------------------------ | ------ | ------ | ------ |
| 1.   | 《不會痛的不叫愛情》（預告曲） | 吳克群 | 吳克群 | 吳克群 |

## 書籍
| 年份   | 書名           | 作者                                                | ISBN               |
| 2015年 | 《武媚娘傳奇》 | 浙江唐德影视股份有限公司编 / 潘朴、胥悅、鄧宗南編寫 | ISBN 9787504373557 |

## 收視率
由於頂著大製作的頭銜和范冰冰的高人氣，《武媚娘傳奇》甫一播出就斬獲高收視，根據央視索福瑞50城市網的測量數據，首播前三集的收視率達到2.28，成為有收視記錄以來，首播收視率最高的電視劇。

### 湖南卫视首播收視率
| 中国大陆 湖南卫视 首播收视率 |                |             |             |             |           |           |           |           |           |           |                                 |
| 集數                         | 播出日期       | CSM50城市网 | CSM50城市网 | CSM50城市网 | CSM全国网 | CSM全国网 | CSM全国网 | CSM15省网 | CSM15省网 | CSM15省网 | 備註                            |
| 集數                         | 播出日期       | 收視率      | 收視份額    | 排名        | 收視率    | 收視份額  | 排名      | 收視率    | 收視份額  | 排名      | 備註                            |
| 1-3                          | 2014年12月21日 | 2.280       | 6.050       | 1           | 2.14      | 6.13      | 2         | 2.004     | 5.402     | 2         | 创該時段劇集首播最高收視        |
| 4-6                          | 2014年12月22日 | 2.396       | 6.681       | 1           | 2.45      | 7.23      | 1         | 2.39      | 6.6       | 1         |                                 |
| 7-9                          | 2014年12月23日 | 2.714       | 7.774       | 1           | 2.65      | 7.98      | 1         | 2.654     | 7.41      | 1         |                                 |
| 10-12                        | 2014年12月24日 | 2.469       | 6.936       | 1           | 2.66      | 7.69      | 1         | 2.73      | 7.393     | 1         |                                 |
| 13-15                        | 2014年12月25日 | 2.678       | 7.378       | 1           | 2.77      | 8.09      | 1         | 2.785     | 7.635     | 1         |                                 |
| 16                           | 2014年12月26日 | 2.429       | 6.513       | 1           | 2.54      | 6.56      | 1         |           |           |           |                                 |
| 17                           | 2014年12月27日 | 2.546       | 6.748       | 1           | 2.54      | 6.56      | 1         | 2.47      | 5.987     | 1         |                                 |
| 18-20                        | 2015年1月1日   | 2.579       | 6.944       | 1           | 2.65      | 7.27      | 1         | 2.455     | 6.595     | 1         |                                 |
| 21                           | 2015年1月2日   | 2.533       | 6.838       | 1           | 2.65      | 7.27      | 1         |           |           |           |                                 |
| 22                           | 2015年1月3日   | 2.400       | 6.274       | 1           | 2.65      | 7.27      | 1         |           |           |           |                                 |
| 23-25                        | 2015年1月4日   | 2.697       | 7.401       | 1           | 2.52      | 7.33      | 1         |           |           |           |                                 |
| 26-28                        | 2015年1月5日   | 2.722       | 7.304       | 1           | 2.46      | 7.06      | 1         |           |           |           |                                 |
| 29-31                        | 2015年1月6日   | 2.857       | 7.712       | 1           | 2.57      | 7.25      | 1         |           |           |           | CSM50單集最高收視3.3。          |
| 32-34                        | 2015年1月7日   | 2.716       | 7.209       | 1           | 2.58      | 7.26      | 1         |           |           |           |                                 |
| 35-37                        | 2015年1月8日   | 2.849       | 7.721       | 1           | 2.59      | 7.48      | 1         |           |           |           |                                 |
| 38                           | 2015年1月9日   | 2.443       | 6.472       | 1           | 2.66      | 7.23      | 1         |           |           |           |                                 |
| 39                           | 2015年1月10日  | 2.830       | 7.390       | 1           | 2.66      | 7.23      | 1         |           |           |           |                                 |
| 40-42                        | 2015年1月11日  | 2.773       | 7.409       | 1           | 2.66      | 7.23      | 1         |           |           |           |                                 |
| 43-45                        | 2015年1月12日  | 2.648       | 7.235       | 1           | 2.67      | 7.61      | 1         |           |           |           |                                 |
| 46-48                        | 2015年1月13日  | 3.121       | 8.363       | 1           | 2.95      | 8.28      | 1         |           |           |           |                                 |
| 49-51                        | 2015年1月14日  | 2.780       | 7.389       | 1           | 3.09      | 8.68      | 1         |           |           |           |                                 |
| 52-54                        | 2015年1月15日  | 2.982       | 8.070       | 1           | 3.15      | 8.73      | 1         |           |           |           |                                 |
| 55                           | 2015年1月16日  | 2.417       | 6.424       | 1           | 3.14      | 8.45      | 1         |           |           |           |                                 |
| 56                           | 2015年1月17日  | 3.067       | 7.952       | 1           | 3.14      | 8.45      | 1         |           |           |           | 該集60分鐘                      |
| 57-59                        | 2015年1月18日  | 2.983       | 7.938       | 1           | 3.14      | 8.45      | 1         |           |           |           |                                 |
| 60-62                        | 2015年1月19日  | 3.034       | 8.235       | 1           | 3.28      | 9.20      | 1         |           |           |           |                                 |
| 63-65                        | 2015年1月20日  | 3.062       | 8.243       | 1           | 3.40      | 9.41      | 1         |           |           |           |                                 |
| 66-68                        | 2015年1月21日  | 3.088       | 8.282       | 1           | 3.33      | 9.21      | 1         |           |           |           |                                 |
| 69-71                        | 2015年1月22日  | 3.411       | 8.855       | 1           | 3.96      | 10.69     | 1         |           |           |           |                                 |
| 72                           | 2015年1月23日  | 2.634       | 6.981       | 1           | 3.46      | 9.36      | 1         |           |           |           |                                 |
| 73                           | 2015年1月24日  | 2.711       | 7.277       | 1           | 3.46      | 9.36      | 1         |           |           |           |                                 |
| 74-76                        | 2015年1月25日  | 3.264       | 8.420       | 1           | 3.46      | 9.36      | 1         |           |           |           |                                 |
| 77-79                        | 2015年1月26日  | 3.378       | 8.898       | 1           | 3.52      | 9.81      | 1         |           |           |           |                                 |
| 80-82                        | 2015年1月27日  | 3.551       | 9.273       | 1           | 4.00      | 10.91     | 1         |           |           |           |                                 |
| 83-85                        | 2015年1月28日  | 3.737       | 9.623       | 1           | 4.35      | 11.85     | 1         |           |           |           |                                 |
| 86-88                        | 2015年1月29日  | 3.515       | 9.108       | 1           | 4.10      | 11.16     | 1         |           |           |           |                                 |
| 89                           | 2015年1月30日  | 2.657       | 6.992       | 1           | 3.71      | 9.99      | 1         |           |           |           |                                 |
| 90                           | 2015年1月31日  | 2.434       | 6.407       | 1           | 3.71      | 9.99      | 1         |           |           |           |                                 |
| 91-92                        | 2015年2月1日   | 3.313       | 8.763       | 1           | 3.71      | 9.99      | 1         |           |           |           | 第91集50分鐘                    |
| 93-94（大結局前篇）          | 2015年2月2日   | 4.102       | 10.901      | 1           | 4.64      | 12.80     | 1         |           |           |           | 第93集50分鐘                    |
| 95-96（大結局）              | 2015年2月3日   | 4.234       | 11.171      | 1           | 5.08      | 13.68     | 1         |           |           |           | CSM50城最高点出现在21：51为5.52 |
| 全劇平均                     | 全劇平均       | 2.959       | 7.926       | 2014年第1   | 3.17      | 8.81      | 2014年第1 |           |           |           | 创十年内剧集收视之冠            |

1. 同时段或交叉时段主要节目：
  - 浙江卫视：《二炮手》
  - 江苏卫视：《团圆饭》 / 《二炮手》 / 《何以笙箫默》/《千金女賊》
  - 山东卫视：《满仓进城》 / 《老农民》 / 《大刀记》
2. 数据由广视索福瑞提供，调查范围为四岁以上之观众。
3. 以上收视排名不包括央视在内。
4. 资料来源：Kimi_冲、克顿传媒数据中心、卫视这些事儿、卫视小露电、青春剧透社
5. 全国网周末/节假日收视及排名计算为平均值。

### 浙江卫视二轮首播收视率
浙江卫视于2015年1月14日起进行该剧的二轮播出。

| 中国大陆 浙江卫视 首播收视率 |               |        |          |       |        |          |       |                                                                           |
| 集數                         | 播出日期      | CSM34  | CSM34    | CSM34 | CSM50  | CSM50    | CSM50 | 備註                                                                      |
| 集數                         | 播出日期      | 收視率 | 收視份額 | 排名  | 收視率 | 收視份額 | 排名  | 備註                                                                      |
| 1-2                          | 2015年1月14日 | 0.862  | 2.178    | 5     | 0.803  | 2.059    | 5     |                                                                           |
| 3-4                          | 2015年1月15日 | 1.149  | 2.966    | 4     | 1.084  | 2.841    | 4     |                                                                           |
| 5-6                          | 2015年1月16日 | 1.415  | 3.601    | 3     | 1.312  | 3.380    | 4     |                                                                           |
| 7-8                          | 2015年1月17日 | 1.357  | 3.442    | 3     | 1.257  | 3.233    | 3     |                                                                           |
| 9-10                         | 2015年1月18日 | 1.354  | 3.426    | 3     | 1.238  | 3.185    | 3     |                                                                           |
| 11-12                        | 2015年1月19日 | 1.342  | 3.457    | 3     | 1.224  | 3.196    | 3     |                                                                           |
| 13-14                        | 2015年1月20日 | 1.365  | 3.522    | 3     | 1.252  | 3.283    | 3     |                                                                           |
| 15-16                        | 2015年1月21日 | 1.422  | 3.665    | 3     | 1.296  | 3.391    | 3     |                                                                           |
| 17-18                        | 2015年1月22日 | 1.378  | 3.415    | 3     | 1.257  | 3.169    | 3     |                                                                           |
| 19-20                        | 2015年1月23日 | 1.437  | 3.665    | 2     | 1.335  | 3.452    | 3     |                                                                           |
| 21-22                        | 2015年1月24日 | 1.383  | 3.541    | 3     | 1.288  | 3.338    | 3     |                                                                           |
| 23-24                        | 2015年1月25日 | 1.467  | 3.608    | 3     | 1.344  | 3.368    | 3     |                                                                           |
| 25-26                        | 2015年1月26日 | 1.472  | 3.675    | 2     | 1.351  | 3.431    | 2     |                                                                           |
| 27-28                        | 2015年1月27日 | 1.486  | 3.700    | 2     | 1.367  | 3.468    | 2     |                                                                           |
| 29-30                        | 2015年1月28日 | 1.432  | 3.547    | 2     | 1.314  | 3.301    | 2     |                                                                           |
| 31-32                        | 2015年1月29日 | 1.395  | 3.453    | 2     | 1.267  | 3.183    | 2     |                                                                           |
| 33-34                        | 2015年1月30日 | 1.385  | 3.523    | 2     | 1.276  | 3.288    | 2     |                                                                           |
| 35-36                        | 2015年1月31日 | 1.482  | 3.771    | 2     | 1.374  | 3.536    | 2     |                                                                           |
| 37-38                        | 2015年2月1日  | 1.385  | 3.492    | 2     | 1.296  | 3.316    | 2     | CSM50数据中缺惠州数据，故实为CSM49。                                      |
| 39-40                        | 2015年2月2日  | 1.606  | 4.013    | 2     | 1.463  | 3.735    | 2     | CSM34数据中缺深圳数据，故实为CSM33。 CSM50数据中缺深圳数据，故实为CSM49。 |
| 41-42                        | 2015年2月3日  | 1.409  | 3.625    | 2     | 1.298  | 3.401    | 2     |                                                                           |
| 43-44                        | 2015年2月4日  | 1.546  | 4.002    | 2     | 1.442  | 3.787    | 2     |                                                                           |
| 45-46                        | 2015年2月5日  | 1.583  | 4.136    | 2     | 1.469  | 3.897    | 2     |                                                                           |
| 47-48                        | 2015年2月6日  | 1.355  | 3.524    | 1     | 1.254  | 3.313    | 3     |                                                                           |
| 49-50                        | 2015年2月7日  | 1.398  | 3.699    | 1     | 1.297  | 3.473    | 1     |                                                                           |
| 51-52                        | 2015年2月8日  | 1.621  | 4.183    | 2     | 1.508  | 3.959    | 2     |                                                                           |
| 53-54                        | 2015年2月9日  | 1.506  | 3.884    | 2     | 1.398  | 3.663    | 2     |                                                                           |
| 55-56                        | 2015年2月10日 | 1.493  | 3.839    | 2     | 1.387  | 3.639    | 2     |                                                                           |
| 57-58                        | 2015年2月11日 | 1.501  | 3.965    | 2     | 1.392  | 3.741    | 2     |                                                                           |
| 59-60                        | 2015年2月12日 | 1.718  | 4.502    | 1     | 1.582  | 4.197    | 1     |                                                                           |
| 61-62                        | 2015年2月13日 | 1.695  | 4.606    | 1     | 1.557  | 4.288    | 1     |                                                                           |
| 63-64                        | 2015年2月14日 | 1.702  | 4.646    | 1     | 1.558  | 4.301    | 1     |                                                                           |
| 65-66                        | 2015年2月15日 | 1.851  | 4.993    | 2     | 1.717  | 4.710    | 2     |                                                                           |
| 67-68                        | 2015年2月16日 | 1.824  | 5.009    | 2     | 1.688  | 4.706    | 2     |                                                                           |
| 69-70                        | 2015年2月17日 | 1.810  | 4.931    | 2     | 1.675  | 4.635    | 2     |                                                                           |
| 71                           | 2015年2月18日 | 0.873  | 2.620    | 2     | 0.815  | 2.431    | 2     |                                                                           |
| 72-73                        | 2015年2月19日 | 1.513  | 4.256    | 1     | 1.392  | 3.955    | 2     |                                                                           |
| 74-75                        | 2015年2月20日 | 1.492  | 4.550    | 1     | 1.379  | 4.231    | 1     |                                                                           |
| 76-77                        | 2015年2月21日 | 1.612  | 4.811    | 1     | 1.497  | 4.503    | 1     |                                                                           |
| 78-79                        | 2015年2月22日 | 1.787  | 5.312    | 1     | 1.650  | 4.948    | 2     |                                                                           |
| 80-81                        | 2015年2月23日 | 1.664  | 4.857    | 2     | 1.554  | 4.583    | 2     |                                                                           |
| 82-83                        | 2015年2月24日 | 1.748  | 4.700    | 2     | 1.619  | 4.429    | 2     |                                                                           |
| 84-85                        | 2015年2月25日 | 1.889  | 4.958    | 2     | 1.757  | 4.681    | 2     |                                                                           |
| 86（大结局）                 | 2015年2月26日 | 2.034  | 5.281    | 2     | 1.890  | 4.975    | 2     |                                                                           |

1. 同时段或交叉时段主要节目：
  - 湖南卫视：《武媚娘傳奇》/《活色生香》
  - 江苏卫视：《何以笙箫默》/《千金女贼》 / 《隋唐英雄5》
  - 山东卫视：《老农民》 / 《大刀记》 / 《石敢当之雄峙天东》
2. 数据由广视索福瑞提供，调查范围为四岁以上之观众。
3. 以上收视排名不包括央视在内。
4. 资料来源：Kimi_冲、克顿传媒数据中心、卫视这些事儿、卫视小露电

### 台湾中視首播收視率
| 臺灣 中視數位台 首播收视率 （AC尼爾森） |            |                        |        |      | |
| 集數                                    | 週數       | 播出日期               | 收视率 | 排名 | 備註 |
| 1-5                                     | 1          | 2015年3月30日－4月3日  | 1.21   | 4    | 3月30日平均收視率1.36，最高點1.62落在韋貴妃於選妃時對武如意下馬威。                                                                                         |
| 6-10                                    | 2          | 2015年4月6日－4月10日  | 1.50   | 4    | |
| 11-15                                   | 3          | 2015年4月13日－4月17日 | 1.64   | 4    | 女性上班族收視率屢破2。 |
| 16-20                                   | 4          | 2015年4月20日－4月24日 | 1.90   | 3    | 4月22日收視創新高，4歲以上收視率2.07，共有70萬7000人收看；收視最高點落在李世民打翻武如意手中的毒羹湯（殷妃做的毒羹湯），每分鐘收視達2.47，有54萬5千人收看。 |
| 21-25                                   | 5          | 2015年4月27日－5月1日  | 1.80   | 3    | |
| 26-30                                   | 6          | 2015年5月4日－5月8日   | 1.91   | 3    | |
| 31-35                                   | 7          | 2015年5月11日－5月15日 | 1.90   | 3    | |
| 36-40                                   | 8          | 2015年5月18日－5月22日 | 2.21   | 3    | 5月20日晚平均收視2.52，總收視人口約87萬1000人，最高點2.71破新高，落在使壞的「韋妃」張庭入獄，接下來將進入范冰冰和張鈞甯演的姊妹淘展開爾虞我詐的高潮情節。   |
| 41-45                                   | 9          | 2015年5月25日－5月29日 | 2.27   | 3    | |
| 46-50                                   | 10         | 2015年6月1日－6月5日   | 2.37   | 3    | |
| 51-55                                   | 11         | 2015年6月8日－6月12日  | 2.49   | 3    | 6月8日，范冰冰與張鈞甯戲中正式對決撕破臉，收視立刻創新高達2.68，約90萬2000人收看；張鈞甯狠甩范冰冰巴掌時，收視率更飆到3.19。                                |
| 56-60                                   | 12         | 2015年6月15日－6月19日 | 2.38   | 3    | |
| 61-65                                   | 13         | 2015年6月22日－6月26日 | 2.75   | 3    | 6月26日收視率破紀錄，20歲至44歲有效收視率達2.72居冠，首度打敗蟬聯冠軍多時的三立《世間情》2.51，以及緊追在後的民視《嫁妝》1.84。                             |
| 66-70                                   | 14         | 2015年6月29日－7月3日  | 2.76   | 3    | |
| 71-75                                   | 15         | 2015年7月6日－7月10日  | 3.16   | 3    | 7月6日創收視新高3.22，收視最高點落在蛇蠍女上身的范冰冰痛失愛女後，撂下狠話：「我會一個一個要你們血債血償！」瞬間收視飆高達4.01%。                           |
| 76-80                                   | 16         | 2015年7月13日－7月17日 | 2.72   | 3    | 中視《武媚娘傳奇》播出最高收視率3.28% |
| 81-84                                   | 17         | 2015年7月20日－7月23日 | 3.06   | 3    | |
| 平均收視率                              | 平均收視率 | 平均收視率             | 2.24   |      | |

1. 同时段或交叉时段主要节目：
  - 三立：
    - 三立台湾台：《世間情》
    - 三立都会台：《我的寶貝四千金／好想談戀愛／軍官·情人》

  - 民视：《嫁妝》
  - 台视：《雨後驕陽／阿母／春梅／天若有情》
  - 华视：《愛你沒條件／千金女賊》
  - 大愛：《大大與太太／最美的雲彩／幸福在我家／月娘》
2. 数据由AGB尼爾森調查，調查範圍是四歲以上收看電視之觀眾。
3. 資料來源：中時娛樂、凱絡媒體週報

### 香港翡翠台、高清翡翠台收視率
| 週次 | 集數   | 日期                   | 平均       | 最高 | 備註                                                            |
| 1    | 1      | 2015年4月26日          | 24點       | 26點 |                                                                 |
| 2    | 2－8   | 2015年4月27日－5月3日  | 25點       | 28點 | 4月27日平均24點，最高25點；4月28日平均22點；5月2日及3日平均21點 |
| 3    | 9－15  | 2015年5月4日－5月10日  | 26點       | 29點 | 5月4日平均27點，最高29.49點；5月9日平均21點；5月10日平均24點    |
| 4    | 16－22 | 2015年5月11日－5月17日 | 27點       | 28點 | 5月11日平均27點，最高28點                                       |
| 5    | 23－27 | 2015年5月18日－5月22日 | 26點       | 27點 |                                                                 |
| 6    | 28－34 | 2015年5月25日－5月31日 | 26點       | 28點 | 5月30日平均24點；5月31日平均27點                                |
| 7    | 35－41 | 2015年6月1日－6月7日   | 26點       | 29點 |                                                                 |
| 8    | 42－48 | 2015年6月8日－6月14日  | 25點       | 28點 | 6月12日最高28點                                                 |
| 9    | 49－55 | 2015年6月15日－6月21日 | 26點       | 30點 | 6月21日平均29點，最高30點                                       |
| 10   | 56－61 | 2015年6月22日－6月28日 | 27點       | 32點 | 6月22日平均29點，最高31點；6月23日平均29點，最高32點            |
| 11   | 62－67 | 2015年6月29日－7月5日  | 28點       | 32點 |                                                                 |
| 12   | 68－75 | 2015年7月6日－7月12日  | 29點       | 37點 | 7月12日2小時大結局平均33點，最高37點                            |
| 全劇 | 全劇   | 全劇                   | 26.25點[*] | 37點 |                                                                 |

^  全劇平均收視為26.25點。

## 獎項
| 年份   | 頒獎典禮     | 獎項                         | 得獎者 |
| ------ | ------------ | ---------------------------- | ------ |
| 2015年 | 第17届华鼎奖 | 中国古代题材电视剧最佳男演员 | 李治廷 |
| 2015年 | 第17届华鼎奖 | 全国观众最喜欢的电视剧作品   |        |
| 2015年 | 2015国剧盛典 | 年度十大影响力电视剧         |        |
| 2015年 | 2015国剧盛典 | 年度最佳女演员               | 范冰冰 |

### 萬千星輝頒獎典禮2015
| 獎項                 | 獲奬單位          |
| -------------------- | ----------------- |
| 「最受歡迎劇集歌曲」 | 眼淚的秘密-吳若希 |

## 宣傳活動
| 播出時間       | 地點 | 活動           | 出席演員                       |
| -------------- | ---- | -------------- | ------------------------------ |
| 2014年12月20日 | 内地 | 《快樂大本營》 | 范冰冰、李治廷、張豐毅、張鈞甯 |
| 2015年2月26日  | 内地 | 《我们都爱笑》 | 李治廷、孫佳奇、高远           |
| 2015年4月26日  | 香港 | 《今晚睇李》   | 范冰冰、李治廷、周海媚         |

## 衍生遊戲
- 武媚娘傳奇APP[50]

## 註解
1. ↑  即一家卫视播出一部电视剧的一半时，在另一家卫视播出同一部的电视剧。根据中国国家新闻出版广电总局的规定，2015年1月1日起，一部电视剧在黄金时段（19：30-22：00）最多可在2家卫视台播出，即“一剧两星”（2014年启播的跨年剧除外）。错峰播出又称“1.5轮”播出[6]。
2. ↑  【青春宣告】《武媚娘传奇》因技术原因，周日起暂停播出，改为播出变形计，12月31日晚现场直播跨年演唱会，从2015年1月1日19:30开始《武媚娘传奇》继续播出！[22]
3. ↑  湖南卫视官方所采用的数据为索福瑞全国网数据，此数据也是央视所采纳的官方收视数据，但除了这两家媒体以外，其余的电视台和广告商均采用或比较看重城市网数据，尤其是CSM50城，因此以下“湖南卫视首播收视率”一节同时记录CSM50城市网和全国网的收视数据。其他CSM30城市网、34城市网或71城市网等收视请查阅索福瑞公司所给出的数据。

## DVD與Blu-ray
- DVD發行 (台灣)：得利影視；(字幕：繁體中文 / 語言：國語) (片數：9 / 集數：82)
- DVD發行 (香港)：寰宇鐳射；(字幕：繁體中文 / 簡體中文 / 英文；語言：粵語 / 國語) (片數：15 / 集數：75) (全劇3輯，每輯含5片DVD，共15片)
- DVD發行（日本）：NBC環球娛樂；（字幕：日文；語言：國語）（全劇7個DVD-BOX）
- Blu-ray發行 (香港)：寰宇鐳射；(字幕：繁體中文 / 簡體中文 / 英文；語言：粵語 / 國語) (片數：13 / 集數：75) (全劇3輯，1-2輯各含4片BD，第3輯含5片BD，共13片)

## 外部連結
- 《武媚娘傳奇》官方微博的新浪微博 （简体中文）
- 《武媚娘傳奇》新浪網專題 （页面存档备份，存于） （简体中文）
- 《武媚娘傳奇》中天網站 （繁體中文）
- 《武媚娘傳奇》中視網站 （页面存档备份，存于） （繁體中文）
- 《武則天》無綫電視網站 （页面存档备份，存于） （繁體中文）
- 《武媚娘傳奇》LiTV線上影視網專題 （页面存档备份，存于） （繁體中文）
- 《무미랑전기》中華TV （页面存档备份，存于） 
- 「武則天-The Empress-」銀河電視臺網站 （页面存档备份，存于） （日語）
- 「武則天-The Empress-」公式サイト （页面存档备份，存于） （日語）
- 豆瓣电影上《武媚娘传奇》的資料 （简体中文）
- 豆瓣读书上《武媚娘传奇》的資料 （简体中文）

## 电视剧的变迁
| 中国大陆 湖南卫视 金鹰独播剧场 逢周日至周四19:30－22:00三集连播 · 逢周五至周六19:30－20:10一集播出 · 2015年2月1日起 逢周日至周四20:10－22:00两集连播 · 逢周五至周六19:30－20:10一集播出 · 2014年12月28日至31日暫停播映[a] | 中国大陆 湖南卫视 金鹰独播剧场 逢周日至周四19:30－22:00三集连播 · 逢周五至周六19:30－20:10一集播出 · 2015年2月1日起 逢周日至周四20:10－22:00两集连播 · 逢周五至周六19:30－20:10一集播出 · 2014年12月28日至31日暫停播映[a] | 中国大陆 湖南卫视 金鹰独播剧场 逢周日至周四19:30－22:00三集连播 · 逢周五至周六19:30－20:10一集播出 · 2015年2月1日起 逢周日至周四20:10－22:00两集连播 · 逢周五至周六19:30－20:10一集播出 · 2014年12月28日至31日暫停播映[a] |
| --- | --- | --- |
| | 武媚娘传奇 （2014年12月21日－2015年2月3日） | |
| 四十九日·祭 （2014年12月1日－12月20日） | 活色生香 （2015年2月4日－3月4日） | |

^ a.因技术原因，本剧自2014年12月28日起暂停播出、改为播出《變形計》，2014年12月31日现场直播跨年演唱会，2015年1月1日复播。
| 中国大陆 浙江卫视 中国蓝剧场 每日19:30－21:00两集连播 · 2月18日 19:30－20:00[b] | 中国大陆 浙江卫视 中国蓝剧场 每日19:30－21:00两集连播 · 2月18日 19:30－20:00[b] | 中国大陆 浙江卫视 中国蓝剧场 每日19:30－21:00两集连播 · 2月18日 19:30－20:00[b] |
| ------------------------------------------------------------------------------- | ------------------------------------------------------------------------------- | ------------------------------------------------------------------------------- |
|                                                                                 | 武媚娘传奇 （2015年1月14日－2月26日）                                           |                                                                                 |
| 二炮手 （2014年12月24日－2015年1月9日）                                         | 淑女之家 （2015年2月27日－3月12日）                                             |                                                                                 |

^ b.2月18日，本劇浙江衛視版只播30分钟，從20:00因轉播中央電視台春節聯歡晚會停播一天。
| 臺灣 中視數位台 逢週一至週五 20:00－21:00 · 4月2日起 逢週一到週五20:00－22:00[c]                        | 臺灣 中視數位台 逢週一至週五 20:00－21:00 · 4月2日起 逢週一到週五20:00－22:00[c]                   | 臺灣 中視數位台 逢週一至週五 20:00－21:00 · 4月2日起 逢週一到週五20:00－22:00[c] |
| --- | -------------------------------------------------------------------------------------------------- | -------------------------------------------------------------------------------- |
| | 武媚娘传奇 （2015年3月30日－7月23日）                                                              |                                                                                  |
| 土地公土地婆（20:00-21:00） （2015年1月15日－3月27日）多謝款待（21:00-22:00） （2015年1月28日－4月1日） | 神鵰俠侶（20:00-21:00） （2015年7月27日－10月2日）鹿鼎記（21:00-22:00） （2015年7月27日－10月2日） |                                                                                  |

^ c.2015年4月2日起中視播出的集数中，20:00－21:00重播上一集，21:00－22:00首播。
| 臺灣 中天娛樂台 每週一至週五 22:00－23:00 | 臺灣 中天娛樂台 每週一至週五 22:00－23:00 | 臺灣 中天娛樂台 每週一至週五 22:00－23:00 |
| ----------------------------------------- | ----------------------------------------- | ----------------------------------------- |
|                                           | 武媚娘传奇 （2015年3月30日－7月23日）     |                                           |
| 大丈夫 （2015年2月5日－3月27日）          | 神鵰俠侶 （2015年7月27日－10月2日）       |                                           |

| 臺灣 愛爾達綜合台 逢週一至週五 20:00－22:00[d] · 4月2日21:00－22:00 | 臺灣 愛爾達綜合台 逢週一至週五 20:00－22:00[d] · 4月2日21:00－22:00 | 臺灣 愛爾達綜合台 逢週一至週五 20:00－22:00[d] · 4月2日21:00－22:00 |
| ------------------------------------------------------------------- | ------------------------------------------------------------------- | ------------------------------------------------------------------- |
|                                                                     | 武媚娘傳奇 （2015年4月2日－7月24日）                                |                                                                     |
| 步步驚情 第38集 （2015年4月2日20:00－21:00）                        | 天龍八部 （2015年7月27日－9月1日）                                  |                                                                     |

^ d.擁有中華電信MOD獨家播映權，20:00-21:00重播上一集、21:00-22:00首播；中華電信MOD版本的中視數位台播放本劇時，會被其他節目覆蓋。
| 臺灣 八大戲劇台 逢週一至週五 22:00 - 23:00 | 臺灣 八大戲劇台 逢週一至週五 22:00 - 23:00                              | 臺灣 八大戲劇台 逢週一至週五 22:00 - 23:00 |
| ------------------------------------------ | ----------------------------------------------------------------------- | ------------------------------------------ |
|                                            | 武媚娘傳奇 （2015年11月12日－2016年3月24日）                            |                                            |
| 傾世皇妃 （2015年9月15日－11月11日）       | 女醫明妃傳搶先看 （2016年3月25日） 女醫明妃傳 （2016年3月28日－6月3日） |                                            |

| 香港無綫電視翡翠台、高清翡翠台 每日 21:30－22:30 · 5月23日，24日、6月27日及7月4日暫停播映[e] · 7月11日 22:00－23:00 · 7月12日 20:30－22:30                                        | 香港無綫電視翡翠台、高清翡翠台 每日 21:30－22:30 · 5月23日，24日、6月27日及7月4日暫停播映[e] · 7月11日 22:00－23:00 · 7月12日 20:30－22:30 | 香港無綫電視翡翠台、高清翡翠台 每日 21:30－22:30 · 5月23日，24日、6月27日及7月4日暫停播映[e] · 7月11日 22:00－23:00 · 7月12日 20:30－22:30 |
| --- | --- | --- |
| | 武則天 （2015年4月26日－7月12日） | |
| 星期一至五：以和為貴 （2015年3月30日－4月24日）星期日：第三十四屆香港電影金像獎頒獎典禮 （2015年4月19日）（19:30-23:00）星期六：金像獎名片：寒戰 （2015年4月25日）（20:30-22:45） | 鬼同你OT （2015年7月13日－8月9日） | |
| 香港無綫電視翡翠台 星期一至五 10:30-11:30 早上劇集時段 | | |
| 女醫·明妃傳 （2018年7月18日－10月3日） | 武則天 （2018.10.04 - 2019.01.25） | 錦繡未央 （2019.01.28 - 2019.04.16） |

^ e.5月23日因20:30-23:30直播《萬眾同心公益金》而暫停播映；5月24日因20:30-22:30播映《華麗轉身》兩小時大結局而暫停播映；6月27日因20:30-22:30直播《明愛暖萬心》而暫停播映；7月4日因20:30-22:30播映《2015 TVB最受歡迎廣告頒獎典禮》而暫停播映。
| 马来西亚Astro On Demand剧集首映 每日 21:30－22:30 · 5月23日、24日、6月27日及7月4日暫停播映[f] · 7月11日 22:00－23:00 · 7月12日 20:30－22:30 | 马来西亚Astro On Demand剧集首映 每日 21:30－22:30 · 5月23日、24日、6月27日及7月4日暫停播映[f] · 7月11日 22:00－23:00 · 7月12日 20:30－22:30 | 马来西亚Astro On Demand剧集首映 每日 21:30－22:30 · 5月23日、24日、6月27日及7月4日暫停播映[f] · 7月11日 22:00－23:00 · 7月12日 20:30－22:30 |
| --- | --- | --- |
| | 武則天 （2015年4月26日－7月12日） | |
| 星期一至五：以和為貴 （2015年3月30日－4月24日）                                                                                             | 鬼同你OT （2015年7月13日－8月9日） | |

^ f.每日與翡翠台及高清翡翠台同步播出同一集，5月23日、6月27日及7月4日翡翠台及高清翡翠台因播出特備節目而暫停播出本劇，故此AOD跟隨翡翠台及高清翡翠台在這三日亦暫停播出本劇；5月24日因20:30-22:30播映《華麗轉身》兩小時大結局而暫停播映
| 新加坡 星和娱家戏剧台 劇集首映 每日 21:00—22:00 時段          | 新加坡 星和娱家戏剧台 劇集首映 每日 21:00—22:00 時段 | 新加坡 星和娱家戏剧台 劇集首映 每日 21:00—22:00 時段 |
| ------------------------------------------------------------- | ---------------------------------------------------- | ---------------------------------------------------- |
|                                                               | 武則天 （2015年8月12日－10月25日）                   |                                                      |
| 以和為貴（星期一至五 21:00—22:00） （2015年7月15日－8月11日） | 鬼同你OT （2015年10月26日－11月22日）                |                                                      |

| 中華TV 週一至週五 22:00~00:00(兩集)     | 中華TV 週一至週五 22:00~00:00(兩集)   | 中華TV 週一至週五 22:00~00:00(兩集) |
| --------------------------------------- | ------------------------------------- | ----------------------------------- |
|                                         | 武媚娘传奇 （2016年3月14日－6月28日） |                                     |
| 瑯琊榜 （2015年11月3日－2016年1月20日） | 女醫譚允賢 （2016年6月29日－9月30日） |                                     |

| 马来西亚 Astro华丽台、Astro华丽台HD 星期一至五 21:30—22:30 | 马来西亚 Astro华丽台、Astro华丽台HD 星期一至五 21:30—22:30 | 马来西亚 Astro华丽台、Astro华丽台HD 星期一至五 21:30—22:30 |
| ---------------------------------------------------------- | ---------------------------------------------------------- | ---------------------------------------------------------- |
|                                                            | 武則天 （2016年4月4日－7月15日）                           |                                                            |
| 以和為貴 （2016年3月7日－4月1日）                          | 鬼同你OT （2016年7月18日－8月24日）                        |                                                            |

| 马来西亚 八度空間 星期一至五 18:00—19:00[f]       | 马来西亚 八度空間 星期一至五 18:00—19:00[f] | 马来西亚 八度空間 星期一至五 18:00—19:00[f]       |
| ------------------------------------------------- | ------------------------------------------- | ------------------------------------------------- |
|                                                   | 武則天 （2017年4月21日－8月3日）            |                                                   |
| 檸檬初上 （2017年2月24日－4月20日）               | 花千骨 (2017年8月4日-10月12日)              |                                                   |
| （重播）星期六至日 9:30-11:30                     |                                             |                                                   |
| 锦绣未央（重播） （2017年12月24日-2018年3月31日） | 武则天 （2018年4月1日－2018年8月11日）      | 孤芳不自赏(重播） (2018年8月12日-2018年11月25日） |

^ f.华语对白【播放此电视剧时，名字不被叫《武媚娘传奇》属因为本电视台播放TVB版本的《武媚娘传奇》，但声音属纯原版音效（华语），无任何粤语部分，除了主题曲、插曲和片尾曲】
| 臺灣 緯來戲劇台 星期一至五 23:00 - 00:00 | 臺灣 緯來戲劇台 星期一至五 23:00 - 00:00 | 臺灣 緯來戲劇台 星期一至五 23:00 - 00:00 |
| ---------------------------------------- | ---------------------------------------- | ---------------------------------------- |
|                                          | 武媚娘傳奇 （2020年9月24日－）           |                                          |
| 军师联盟（重播）                         | —                                        |                                          |